# Musée de Tipasa
Le musée de Tipasa est un musée archéologique situé à Tipaza en Algérie à proximité immédiate du site antique de Tipasa de Maurétanie, classé patrimoine mondial par l'UNESCO en 1982. Il présente les principales découvertes issues des fouilles menées dans l'ancienne cité punico-romaine et retrace l'histoire du peuplement local, de la période punique jusqu'à l'époque paléochrétienne. Le musée est géré par l' Office national de gestion et d'exploitation des biens culturels protégés.

## Histoire
Le musée est inauguré sous la période coloniale française en 1955 afin d'abriter et de protéger les sculptures, mosaïques, inscriptions et objets mis au jour par les premières fouilles archéologiques initiées à la fin du XIXe siècle. Après l'indépendance de l'Algérie, l'établissement est placé sous la tutelle du ministère de la Culture.
Le musée constitue un centre de référence pour l'étude de la civilisation punico-numide, de l'urbanisme romain en Maurétanie césarienne et de la christianisation de l'Afrique antique. Il participe à la conservation et à la valorisation du site archéologique de Tipasa de Maurétanie, inscrit au patrimoine mondial de l'UNESCO depuis 1982.

## Architecture
Bâti sur les plans de l’architecte Marcel Christofle et construit dans un style architectural classique, le musée est situé au rez-de-chaussée composé d'un patio, une grande salle principale d'exposition disposée autour de celui-ci, une salle pour les expositions temporaires, et cinq salles de réserves et des bureaux administratifs. Dès l'entrée, un portique monumental donne accès à un espace de circulation permettant la présentation d'une grande mosaïque au sol et de vitrines comprenant les différentes pièces archéologiques,.

## Collections
Certaines découvertes anciennes proviennent de la collection privée constituée au XIXe siècle dans le domaine de la famille Trémaux, principal propriétaire des terrains comprenant l'ancienne cité. Le petit musée actuel tire ainsi son origine de cet ensemble d'antiquités conservées dans les jardins de Jean-Marie Trémaux père de l'architecte Pierre Trémaux (signalé dans le guide de l'officier de la Marine royale John Murray de 1878),,. 
L'influence de la domination carthaginoise sur Tipasa se reflète dans l'adoption, au moins sur le plan iconographique, de divinités phéniciennes par les tribus locales, comme en témoignent plusieurs stèles portant un motif de croissant surmontant un soleil, symbole de la déesse Tanit,.
Le musée conserve un ensemble exceptionnel d'objets issus des fouilles de Tipasa de Maurétanie et de sa région, illustrant la continuité du peuplement depuis l'époque punique jusqu'à l'Antiquité tardive, :
Mosaïques : dont la célèbre Mosaïque des Captifs, pavement du IIIe siècle découvert en 1913 dans l’abside de la basilique civile. Orné d’un décor géométrique à base de pelta, il représente une famille de captifs – père nu assis sur son bouclier, mère et enfant enchaînés – entourée de douze portraits figurant les habitants de la cité.
Épigraphie : stèles funéraires néo-puniques, dédicaces et inscriptions latines de l’époque impériale ; stèle honorifique à la déesse Victoria érigée par Titus Claudius Valentitnus ; stèles de cavaliers (Ituréen, Caninafate, Ala I Britannica) témoignant de la présence de l'armée romaine à l'époque sévérienne, où ils manient le contus, longue lance de cavalerie lourde.
Objets du quotidien : lampes, céramiques sigillées, verreries, éléments de parure, tirelires, vaisselle (cruches, pichets, bols, assiettes, jarres), amphores, broyeur de chair d'olives, vase à filtre et bec-verseur.
Verrerie : gobelets, bouteilles, balsamaires et urnes cinéraires (IIe siècle) provenant des nécropoles occidentales et de la porte de Césarée.
Sarcophages : exemplaire sculpté de Pélops et Œnomaos (IIe siècle) illustrant la célèbre course mythique ; sarcophage Aux centaures marins et néréides (IIIe siècle) décoré d’un thiasos marin ; sarcophages paléochrétiens sculptés, bas‑reliefs et éléments architecturaux provenant de la basilique judiciaire ; et un autre sarcophage en marbre figure un couple d’époux romains représentés côte à côte, vêtus de leurs habits de cérémonie, symbole de leur union dans la vie comme dans la mort.
Autres pièces notables : pièces puniques tardives, stèle votive à Tanit, boules en pierre (industrie lithique), mobilier funéraire, tuiles, tête en marbre de Jupiter, dieu suprême du panthéon romain, souverain céleste associé à l’aigle et à la foudre.

## Galerie d'images

Quelques pièces archéologiques exposées au musée de Tipasa
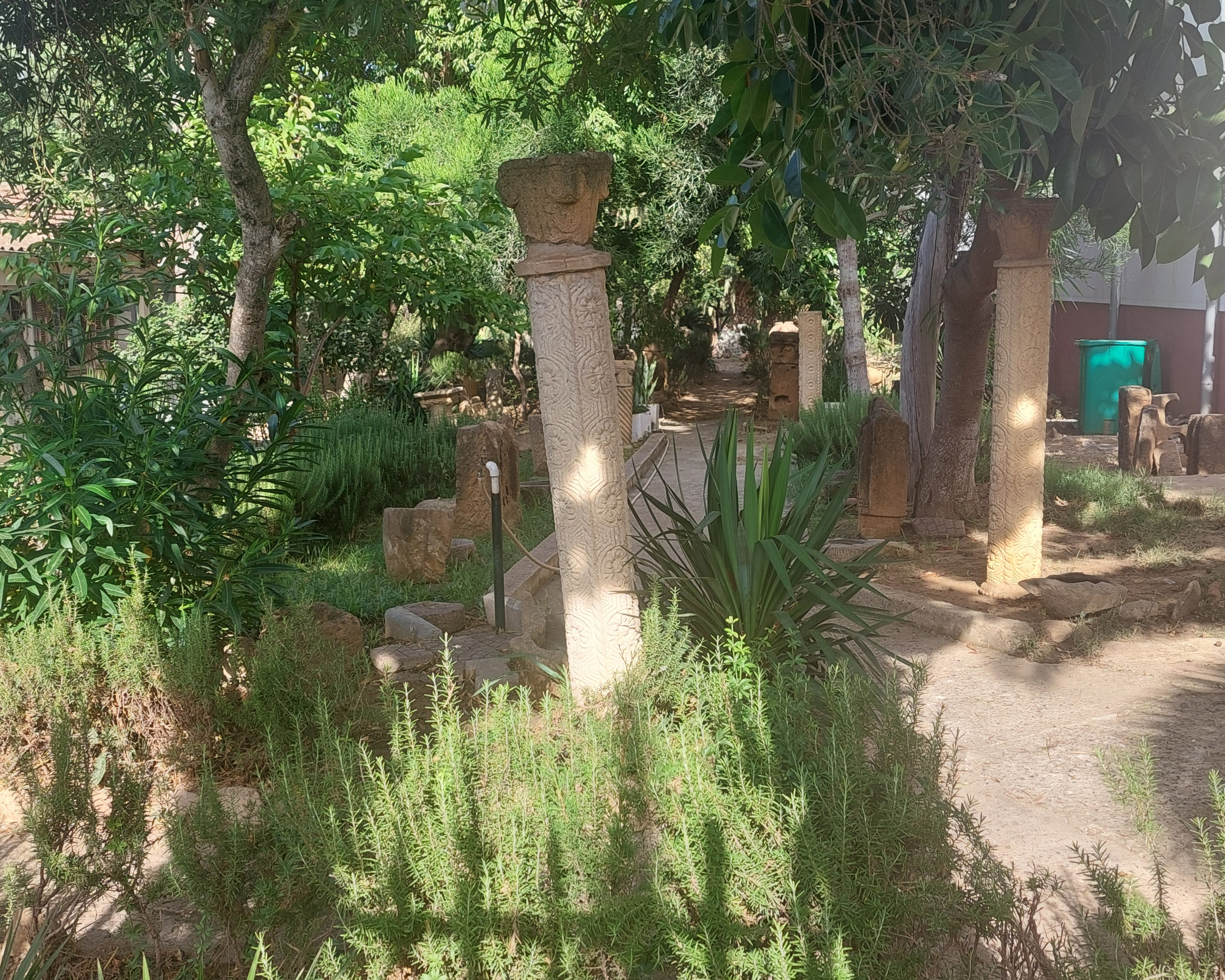
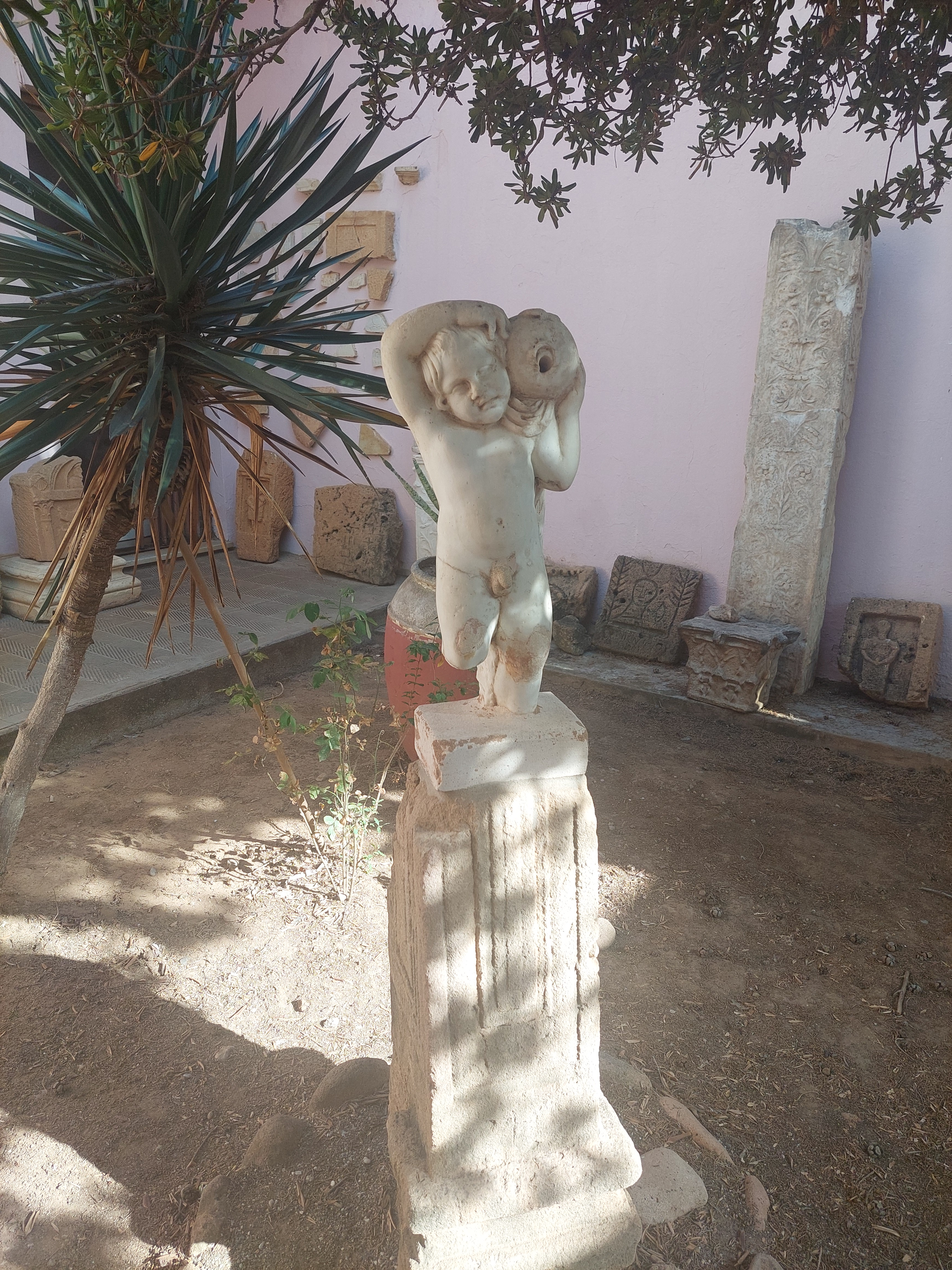
Statuette enfant à la cruche
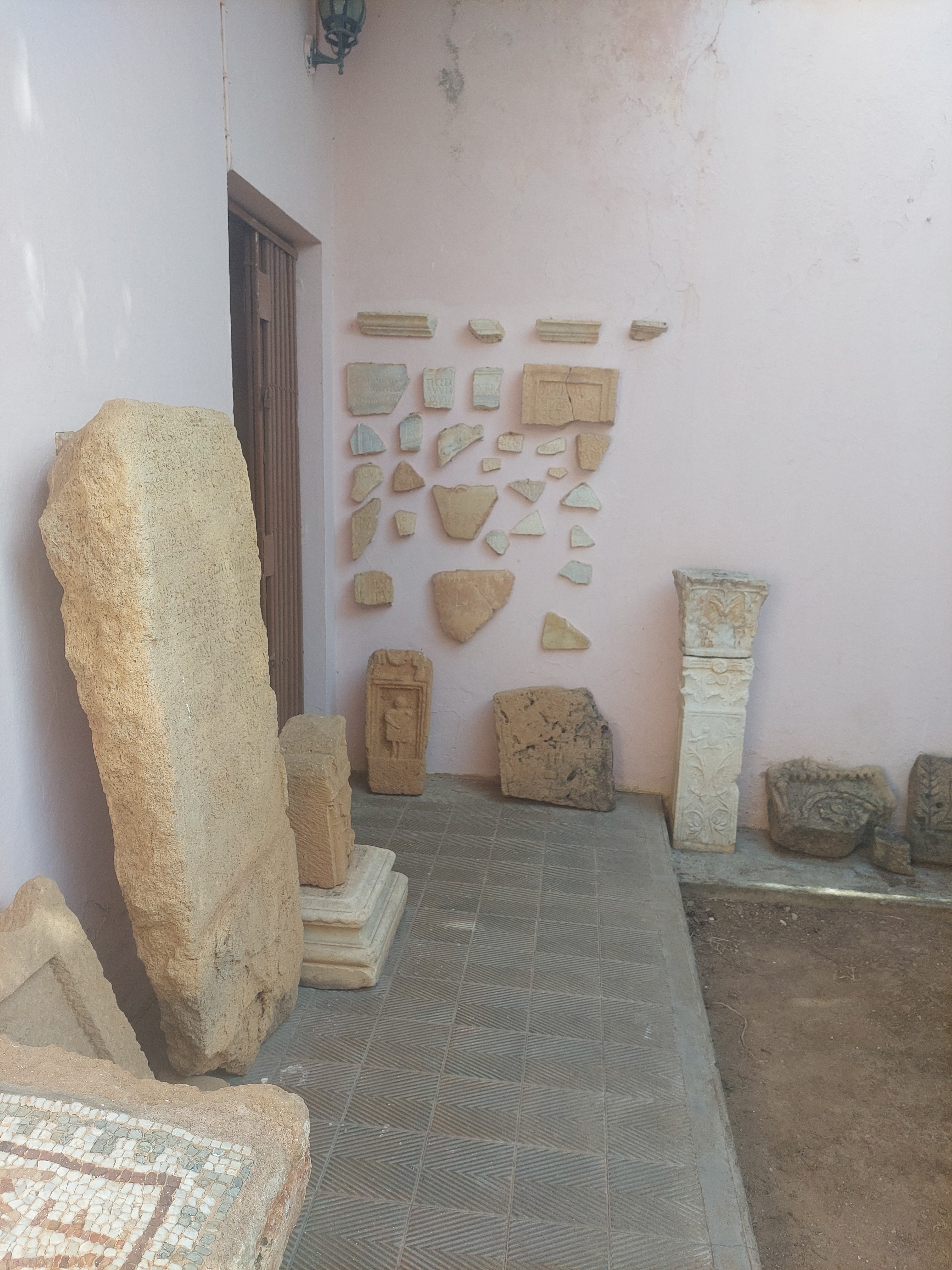
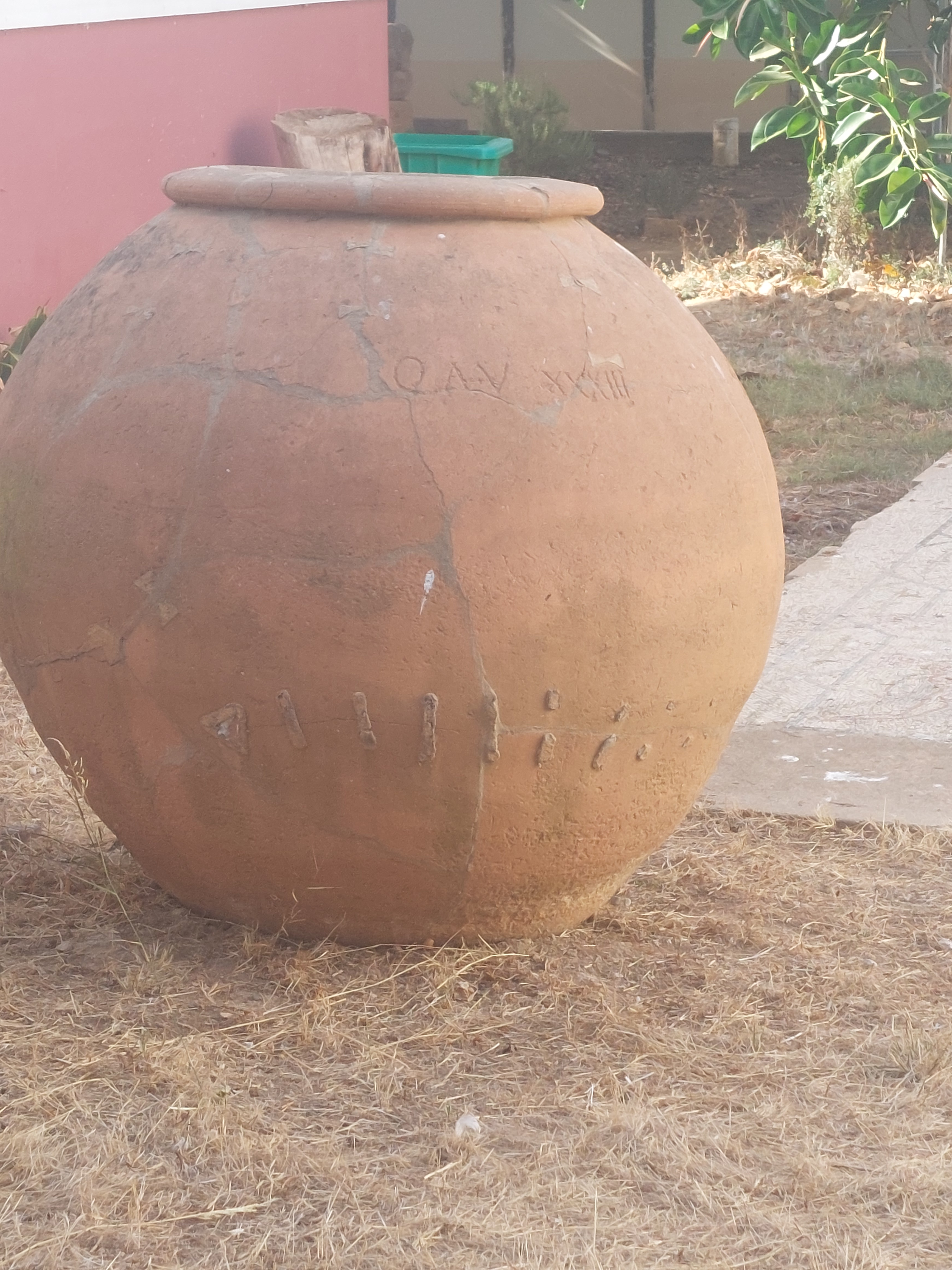
Dolium en terre cuite
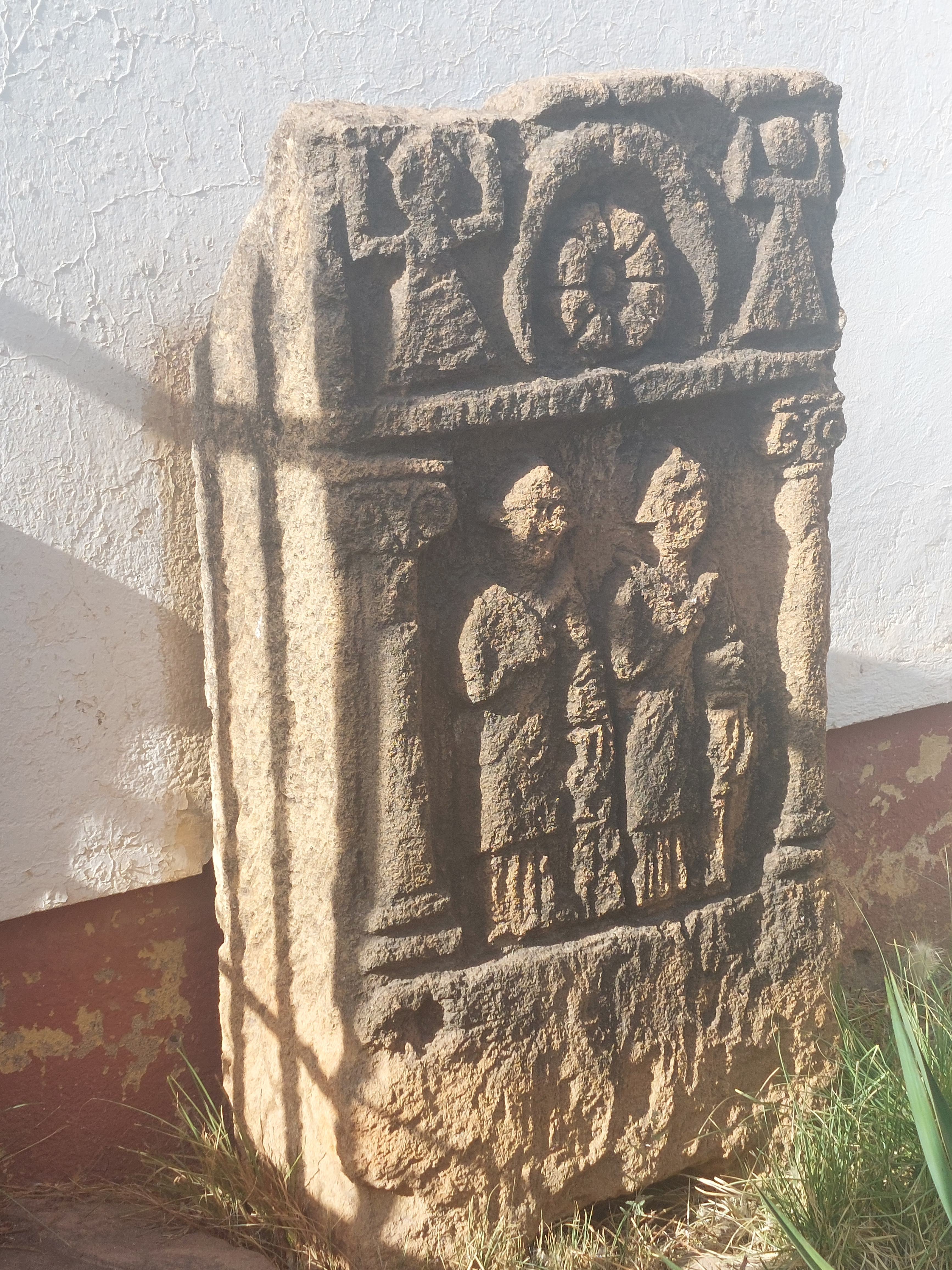
Stèle punique
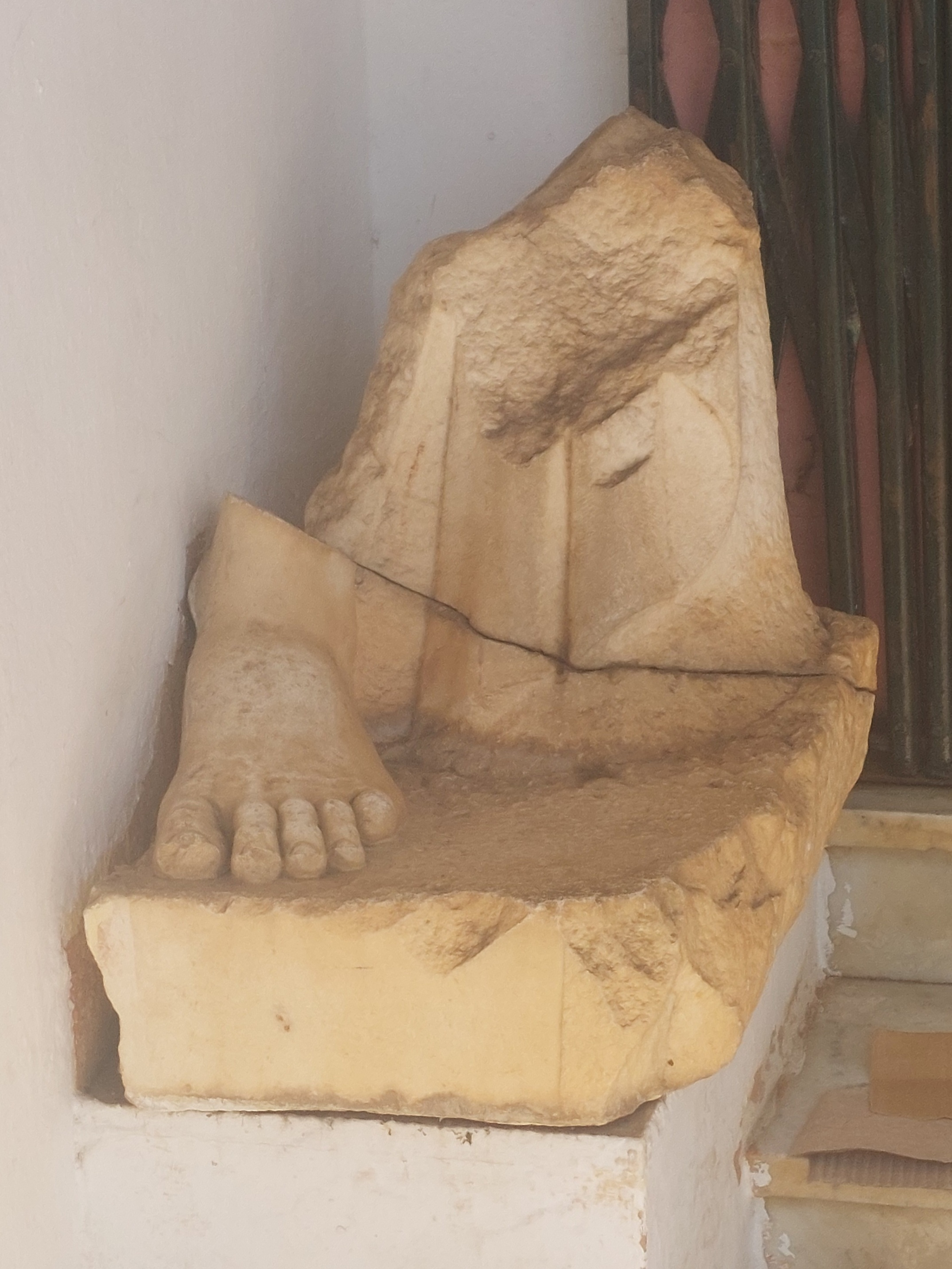
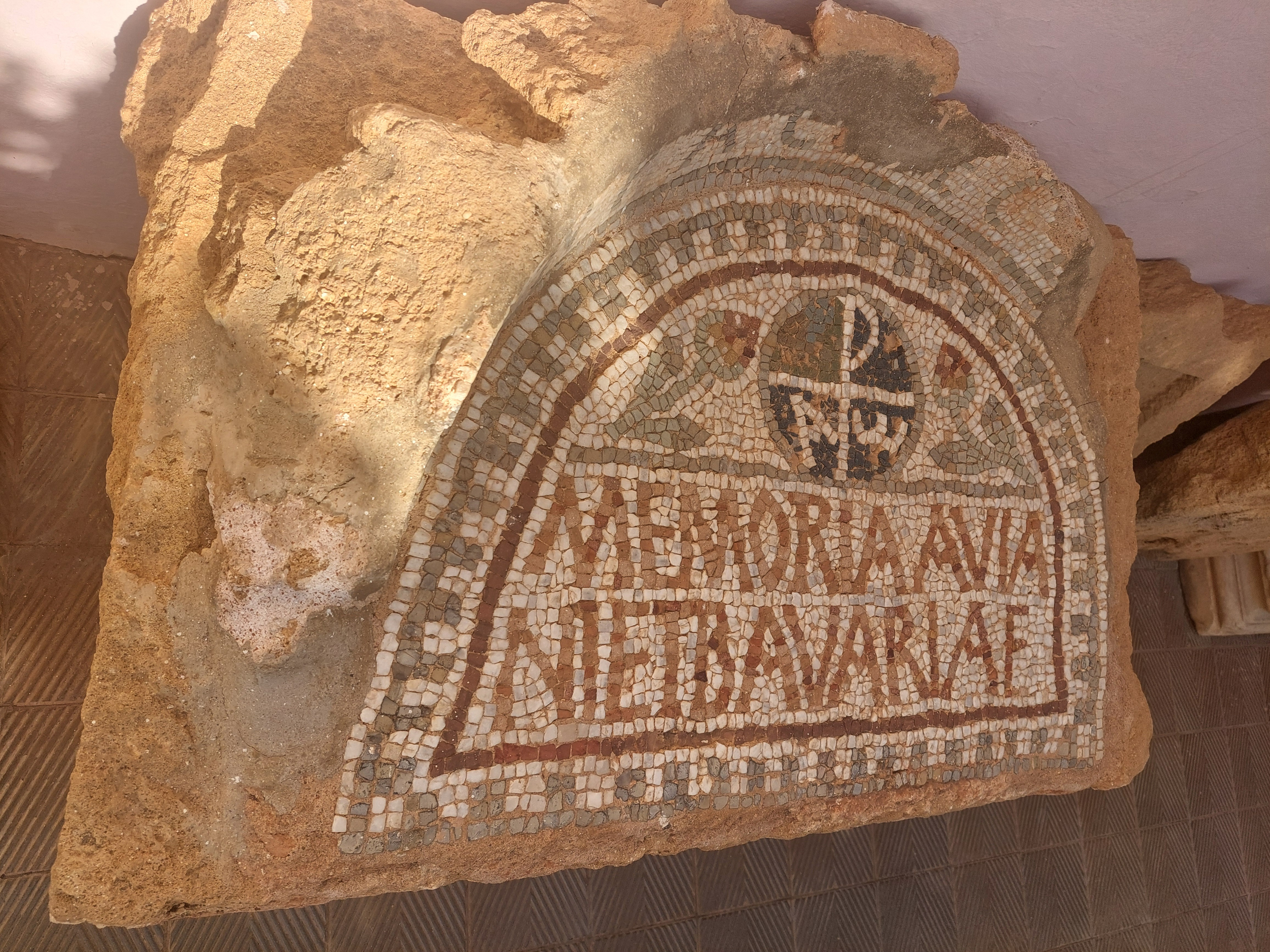
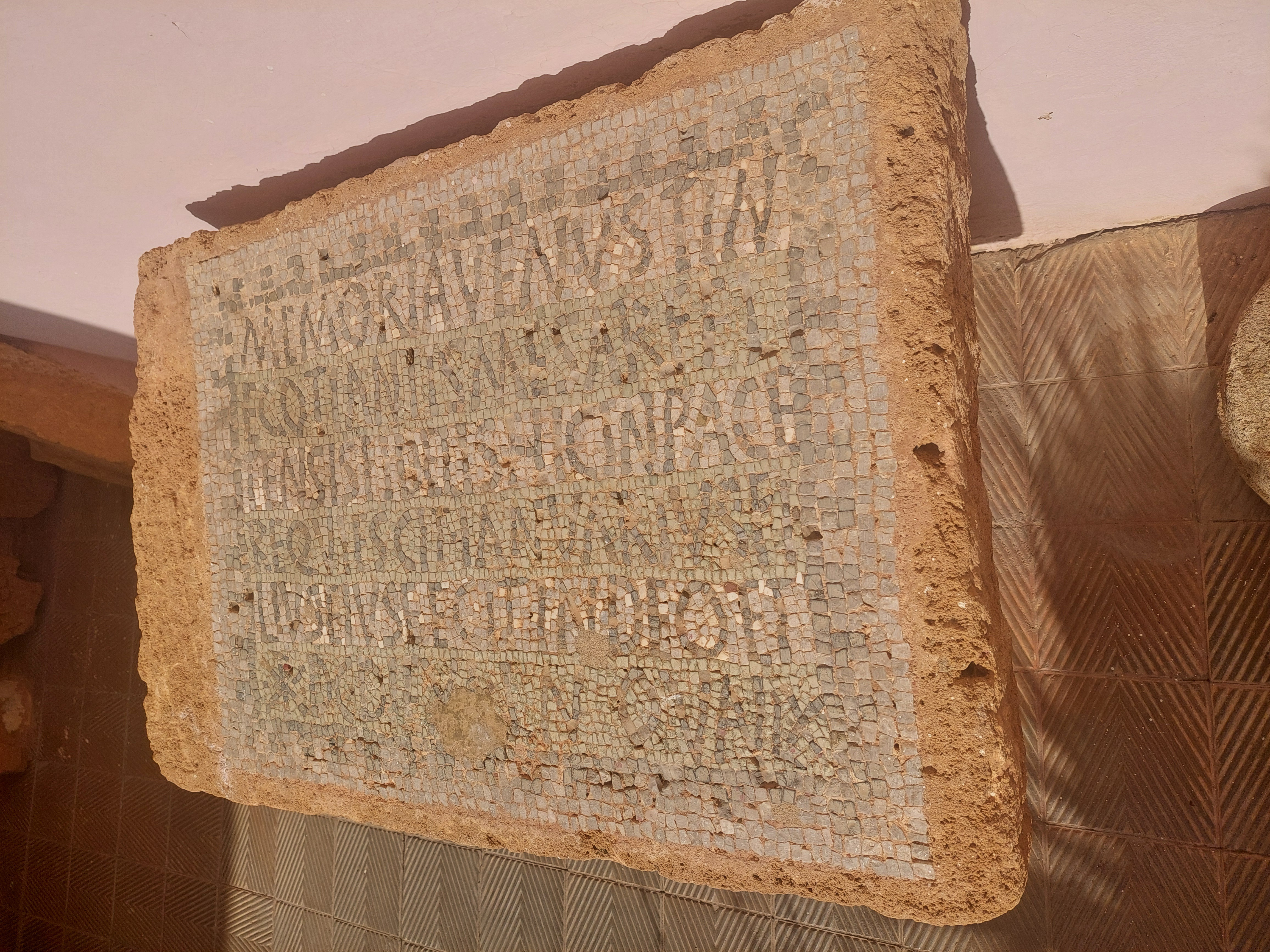
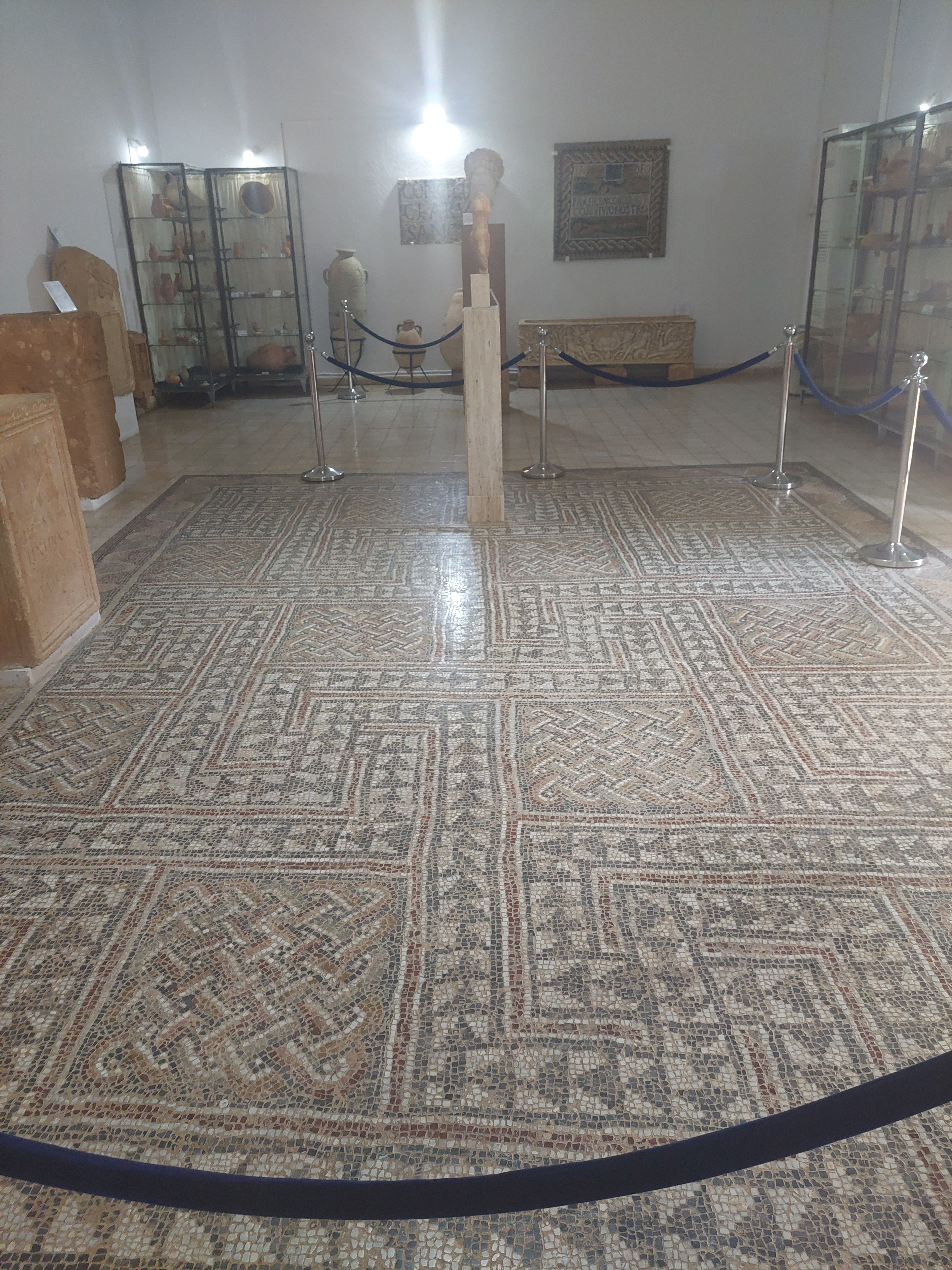
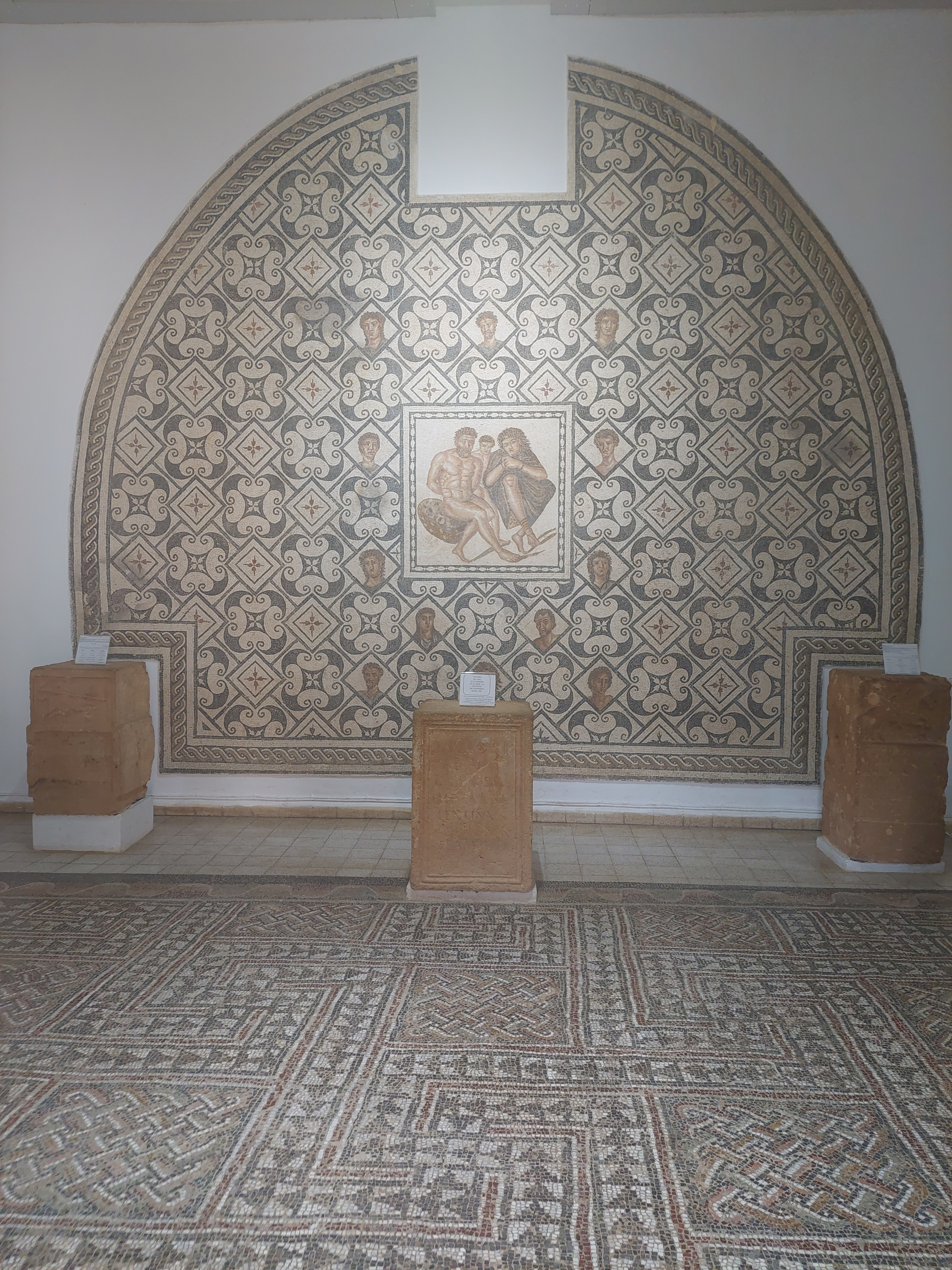
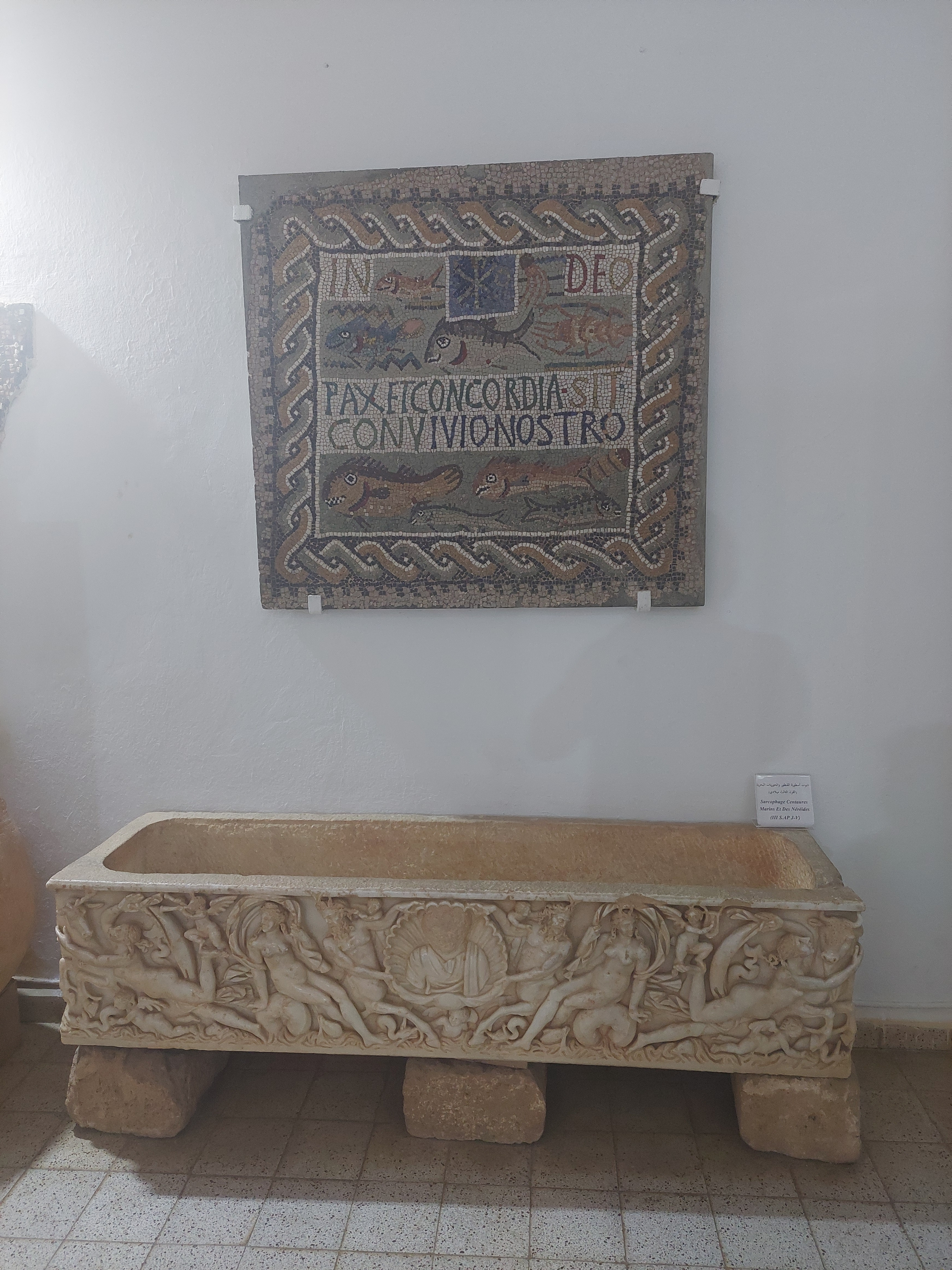
Sarcophage Aux centaures marins et néréides
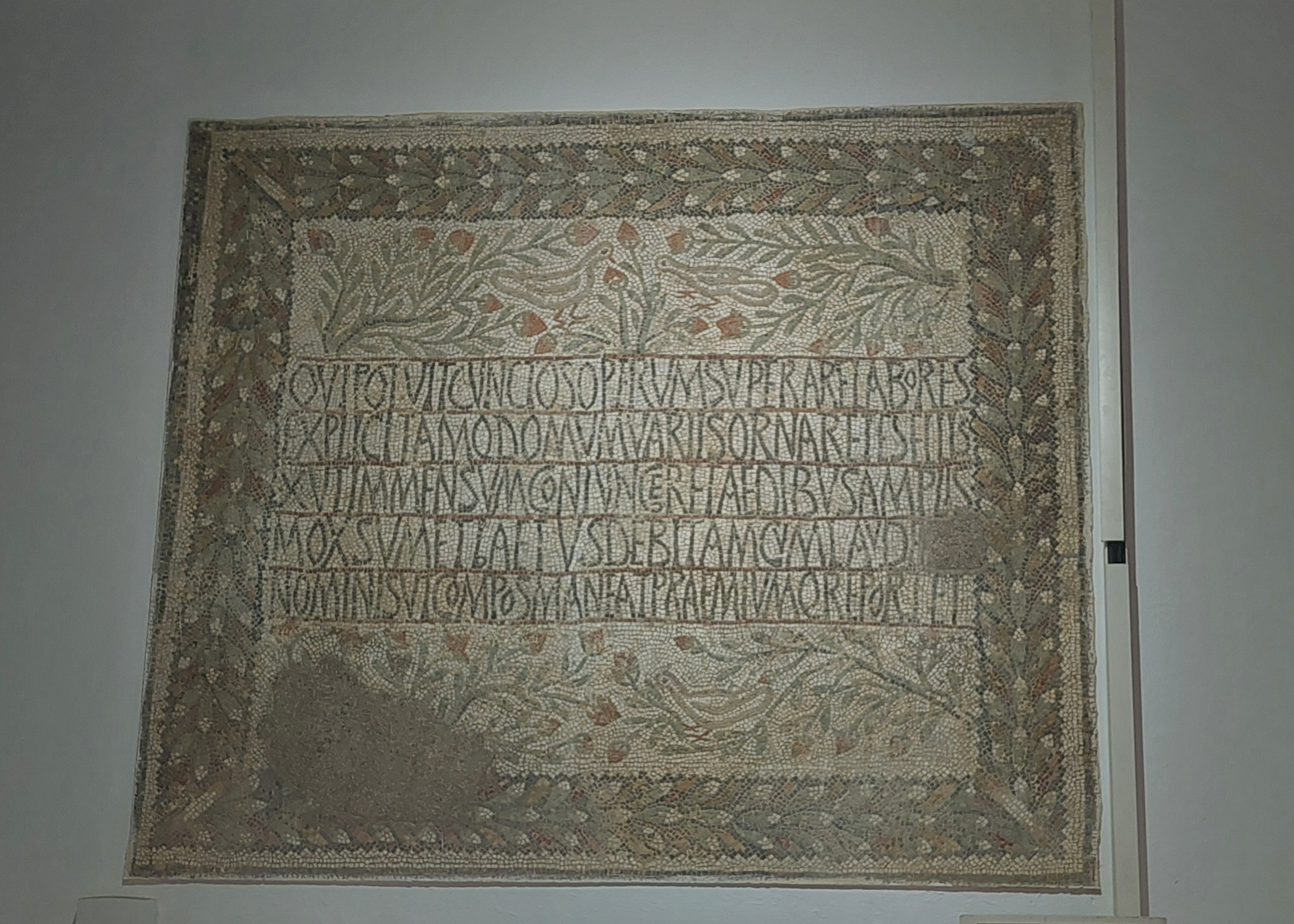
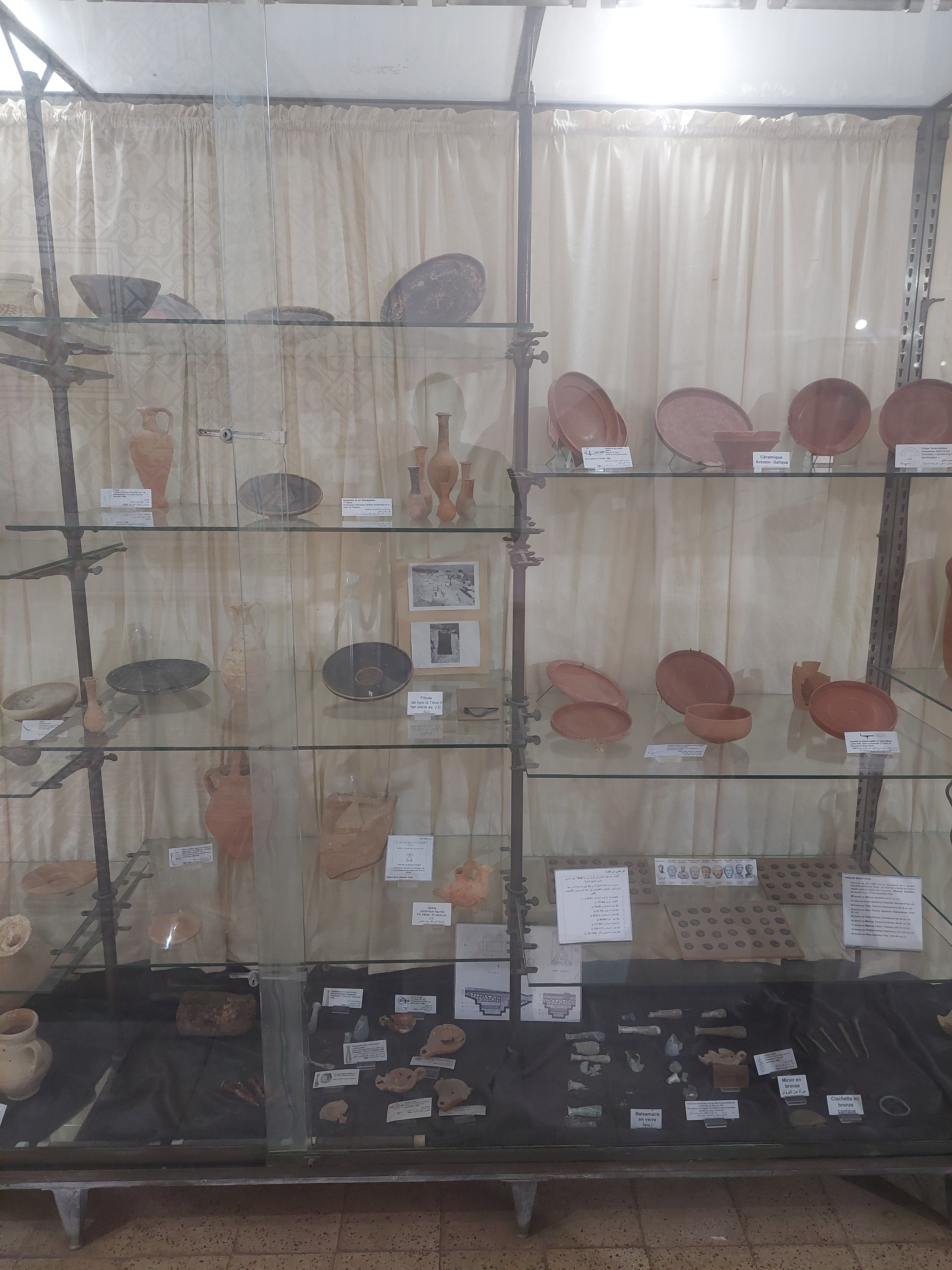
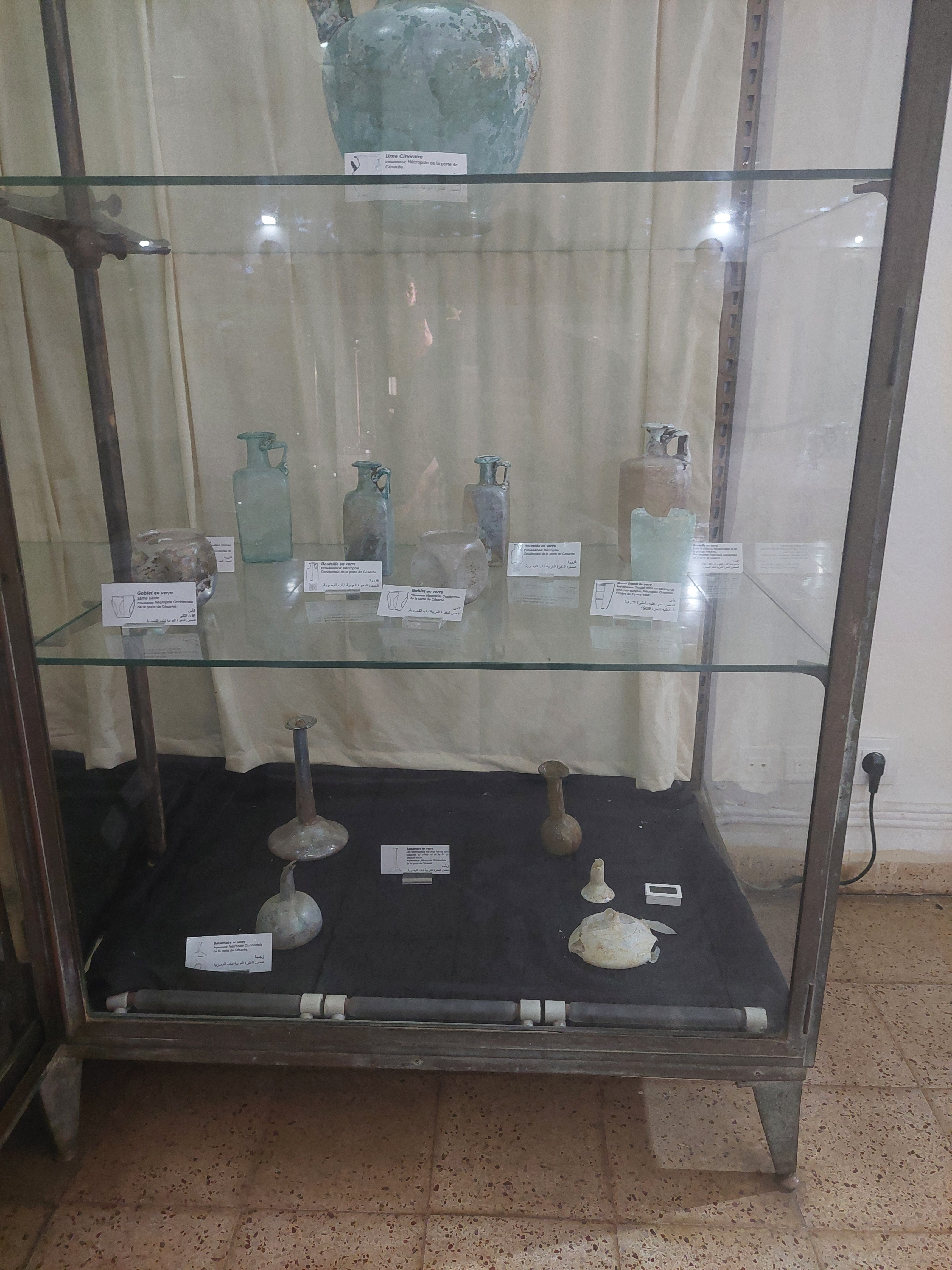
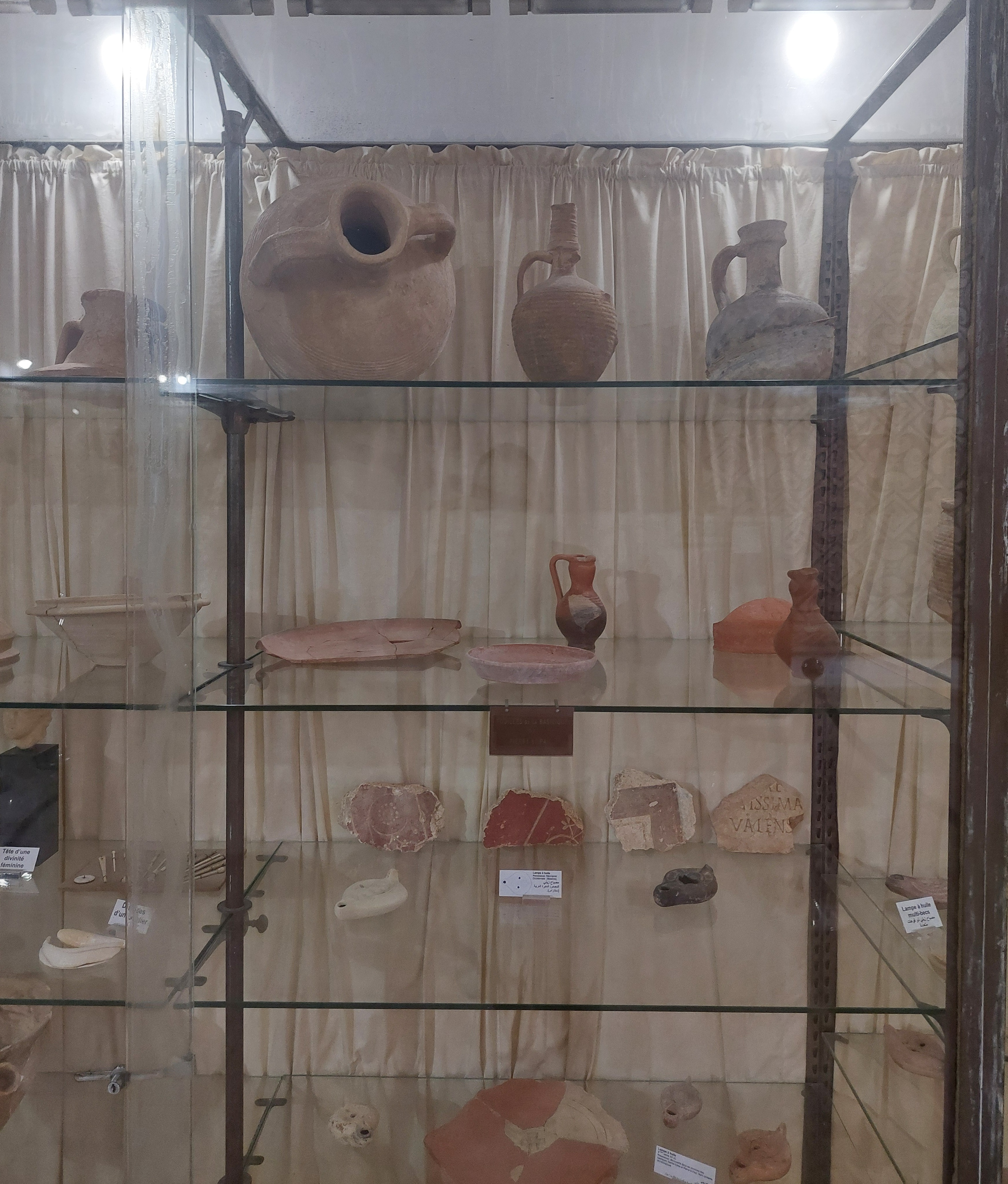
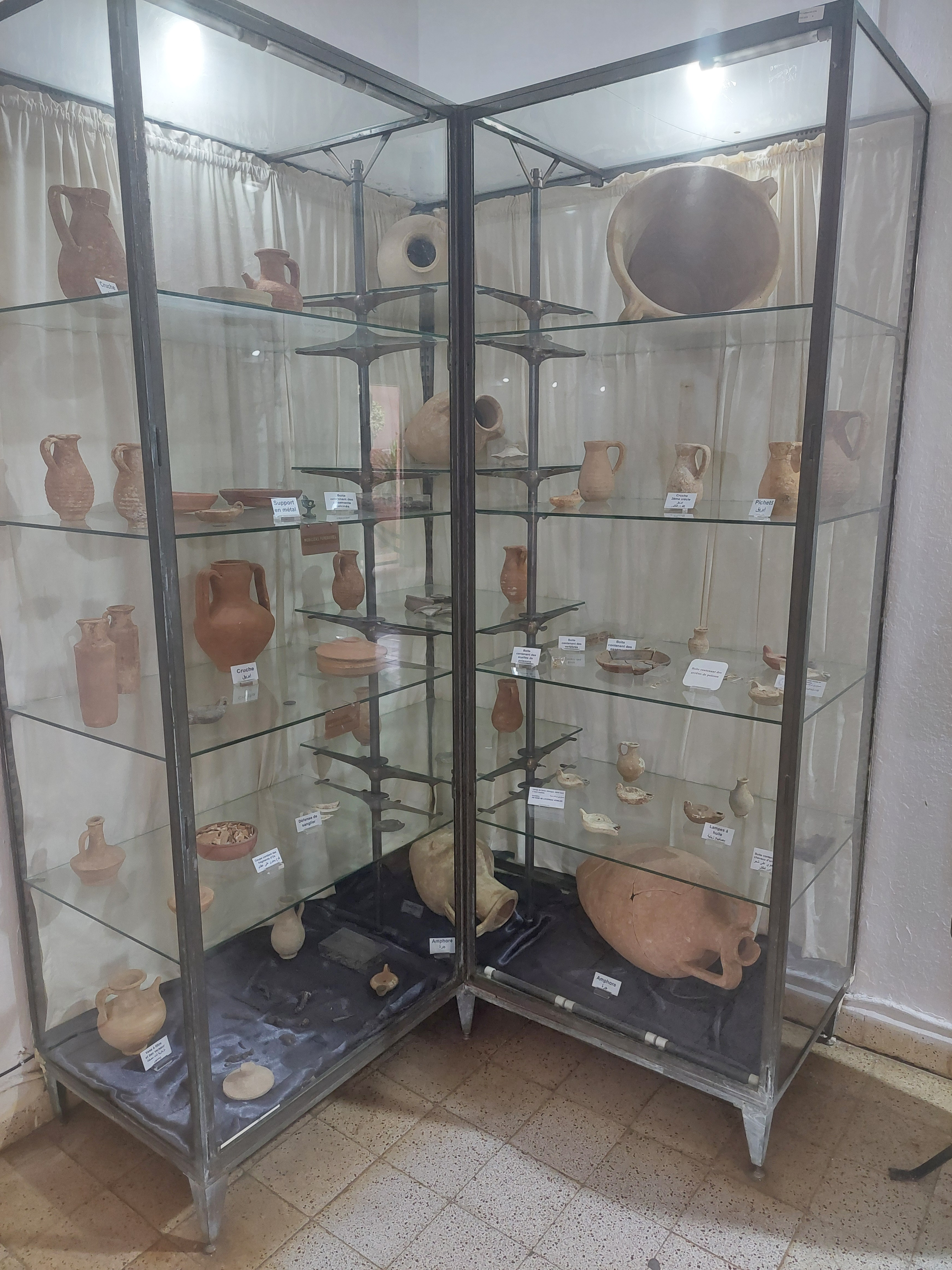
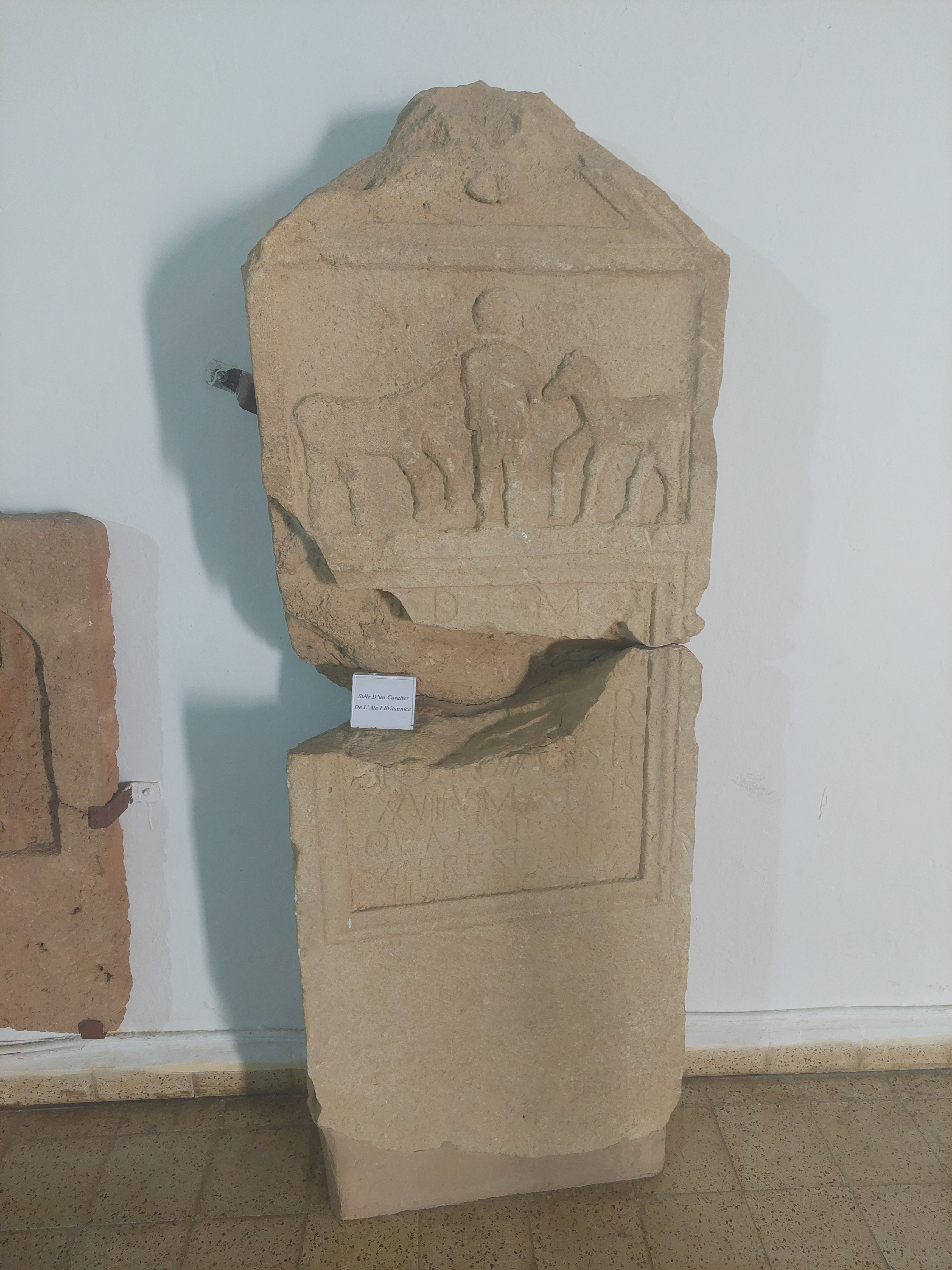
Stèle d'un cavalier de l’Ala I Britanica
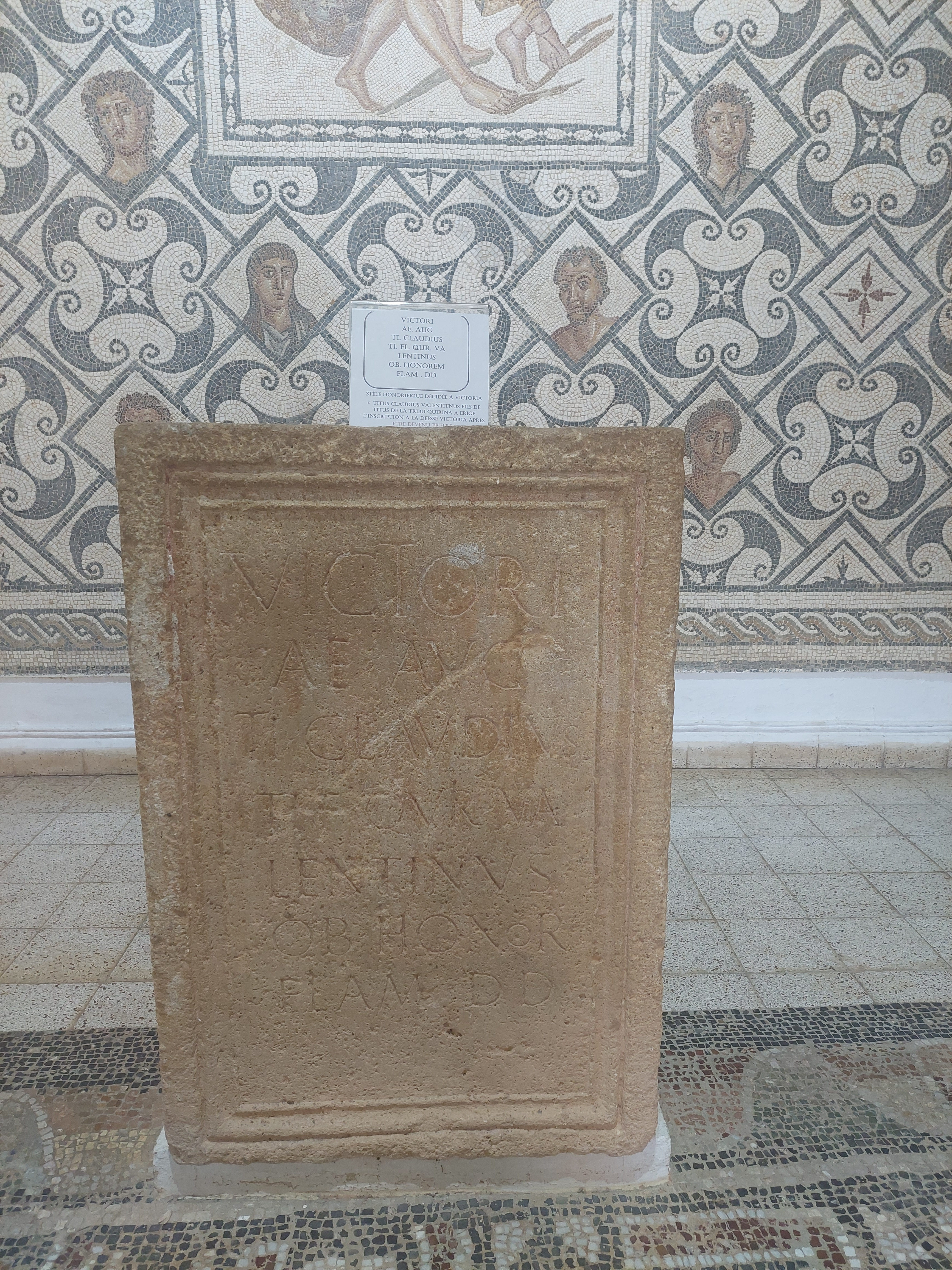
Stèle honorifique dédiée à Victoria
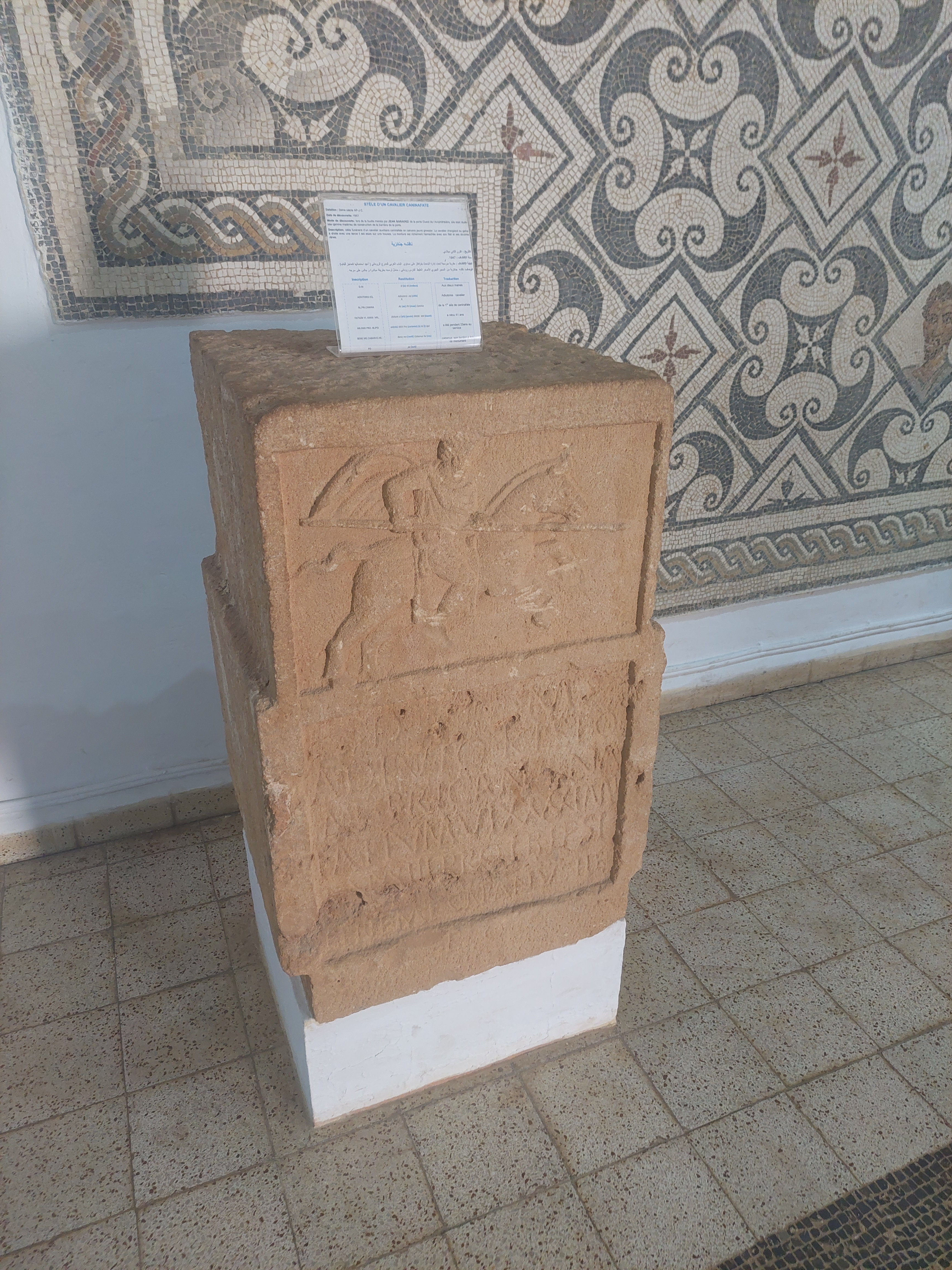
Stèle d'un cavalier caninafate
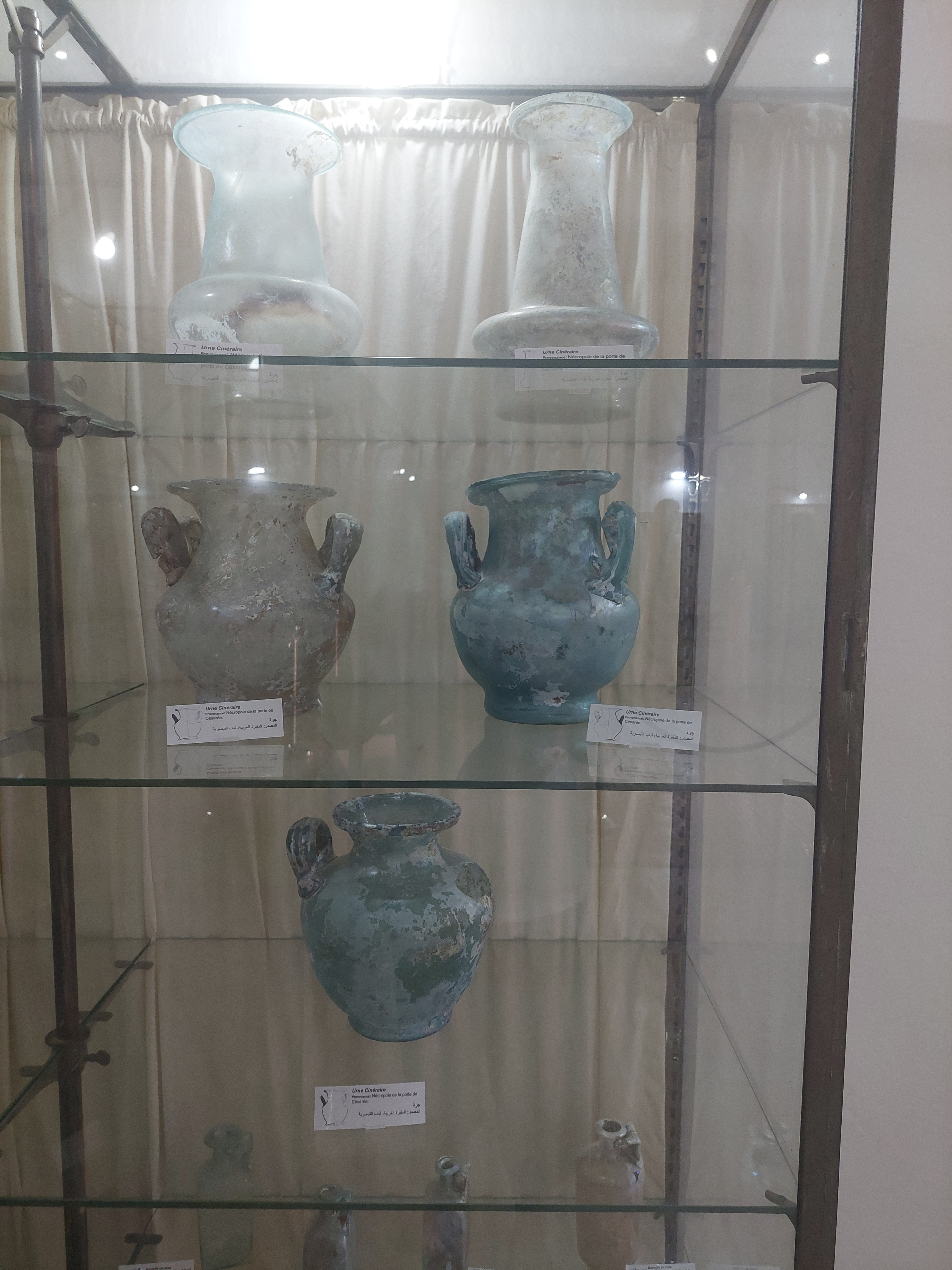
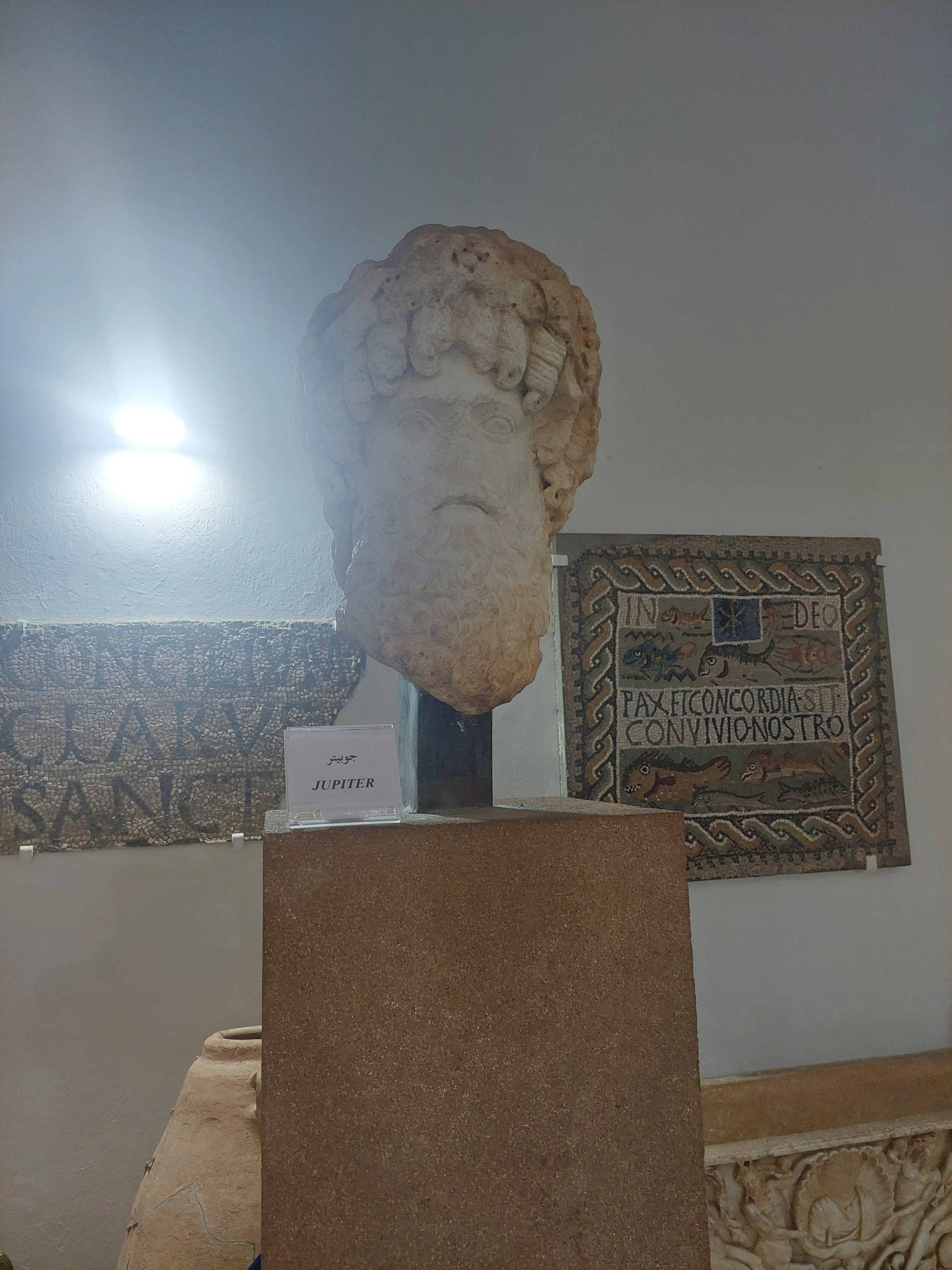
Tête de Jupiter
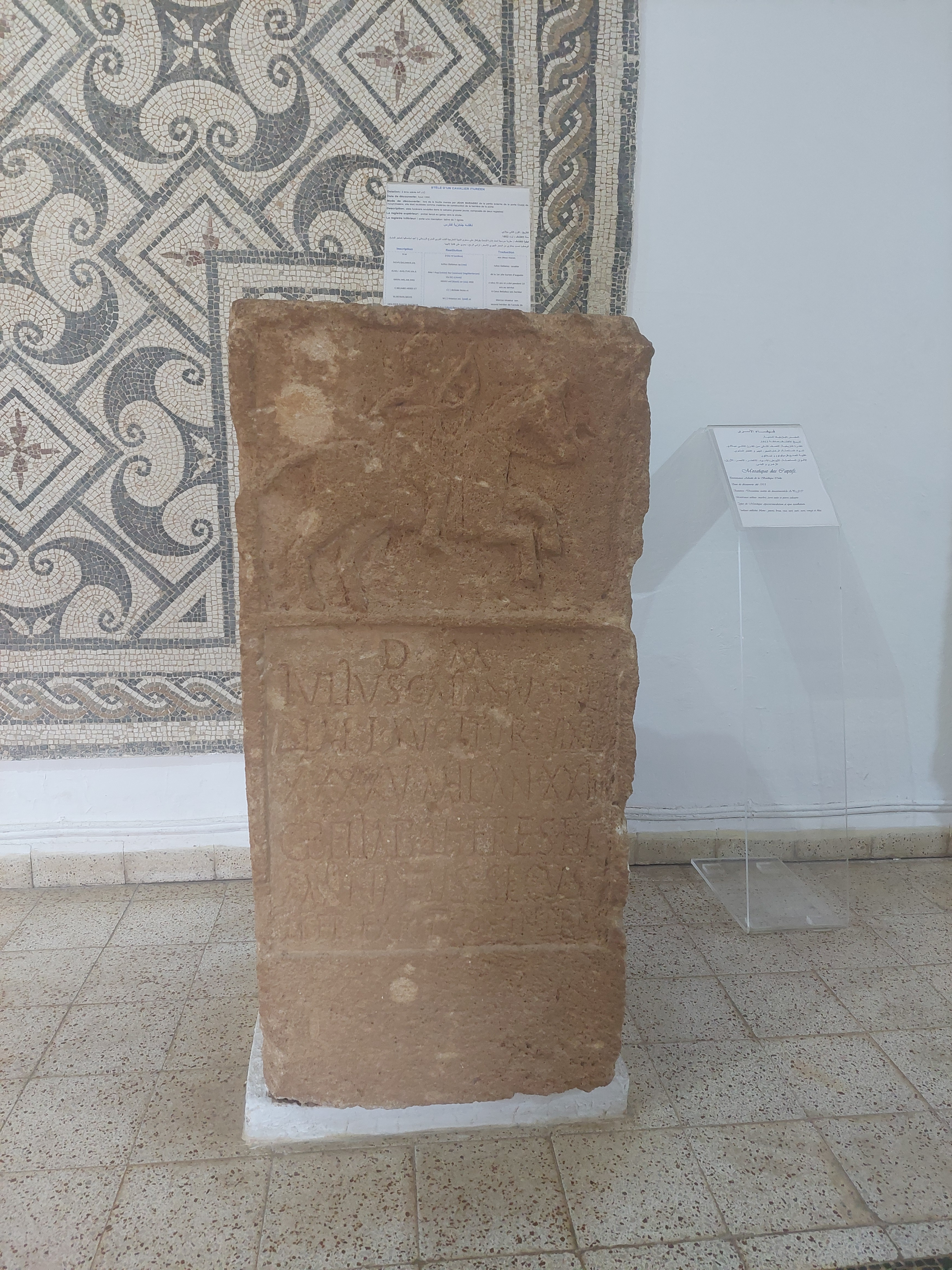
Stèle d'un cavalier ituréen
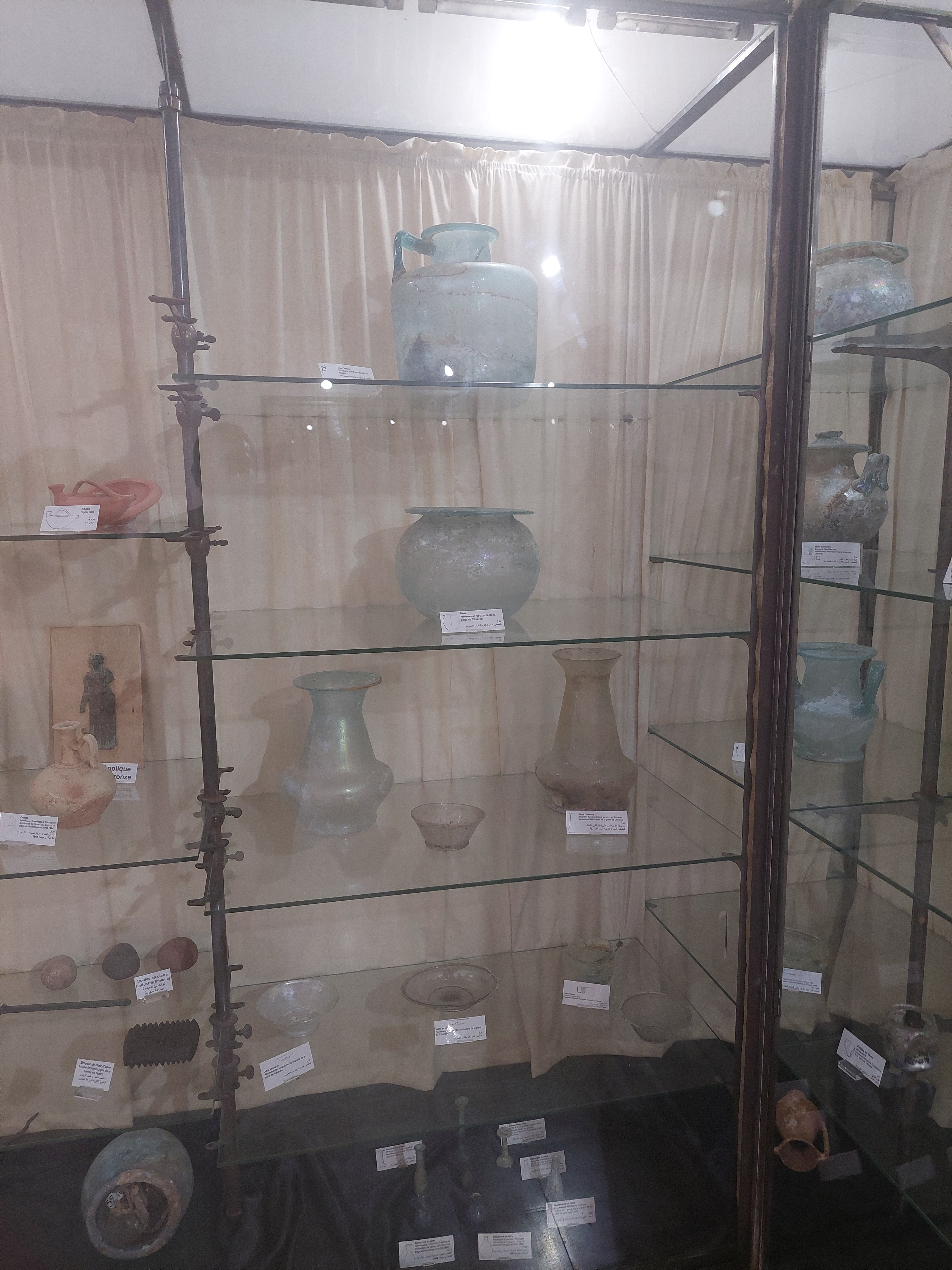
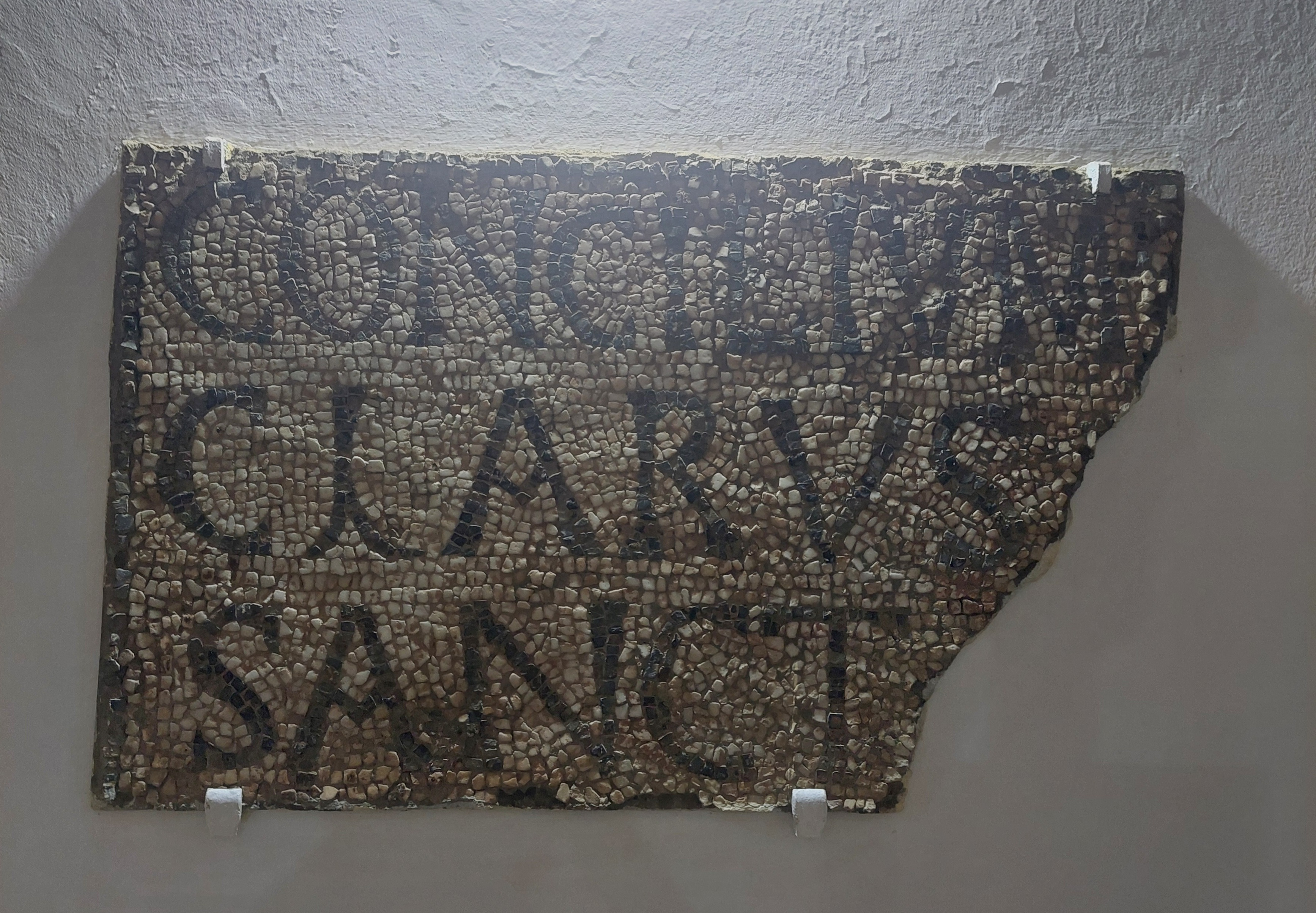
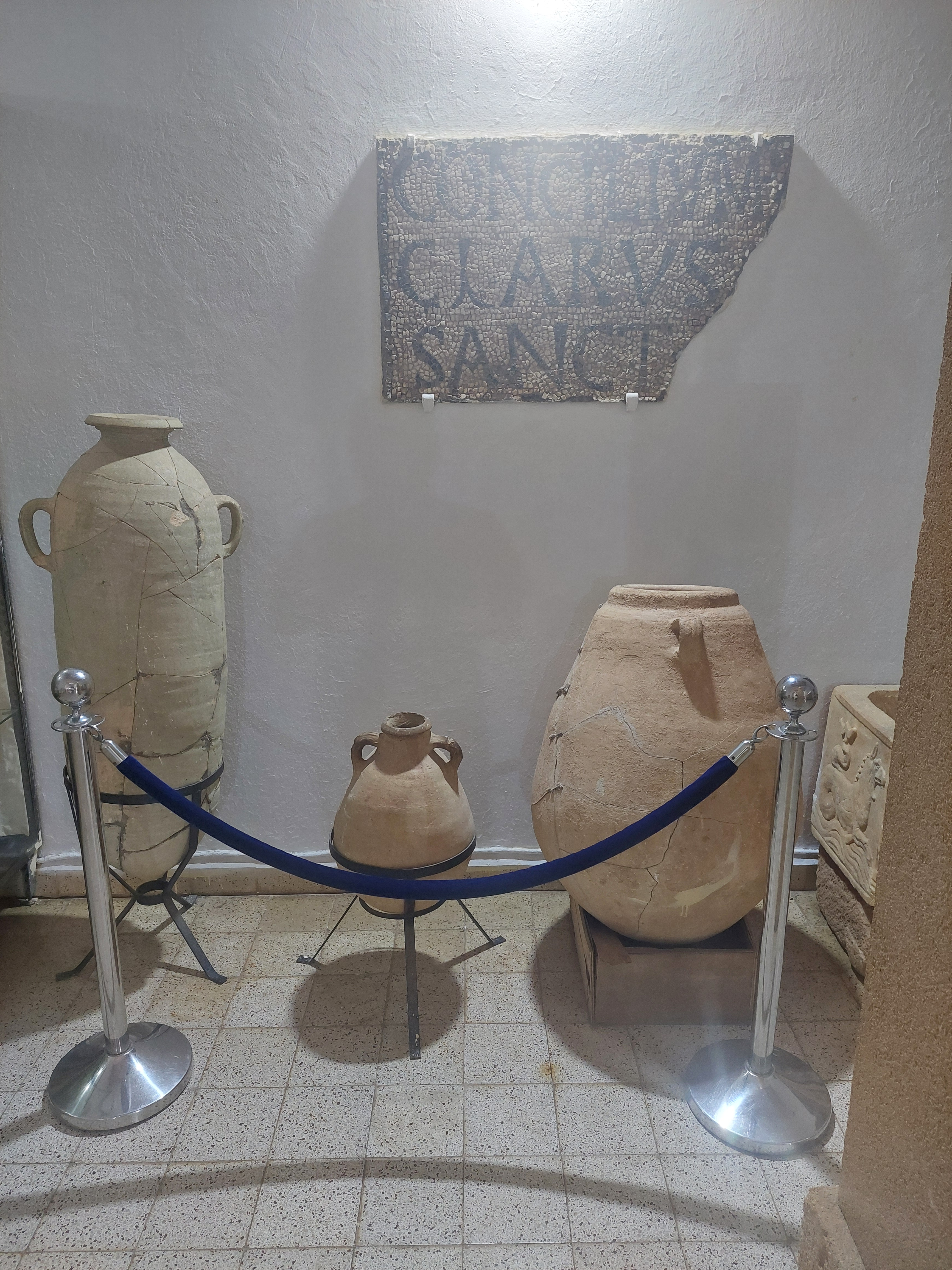
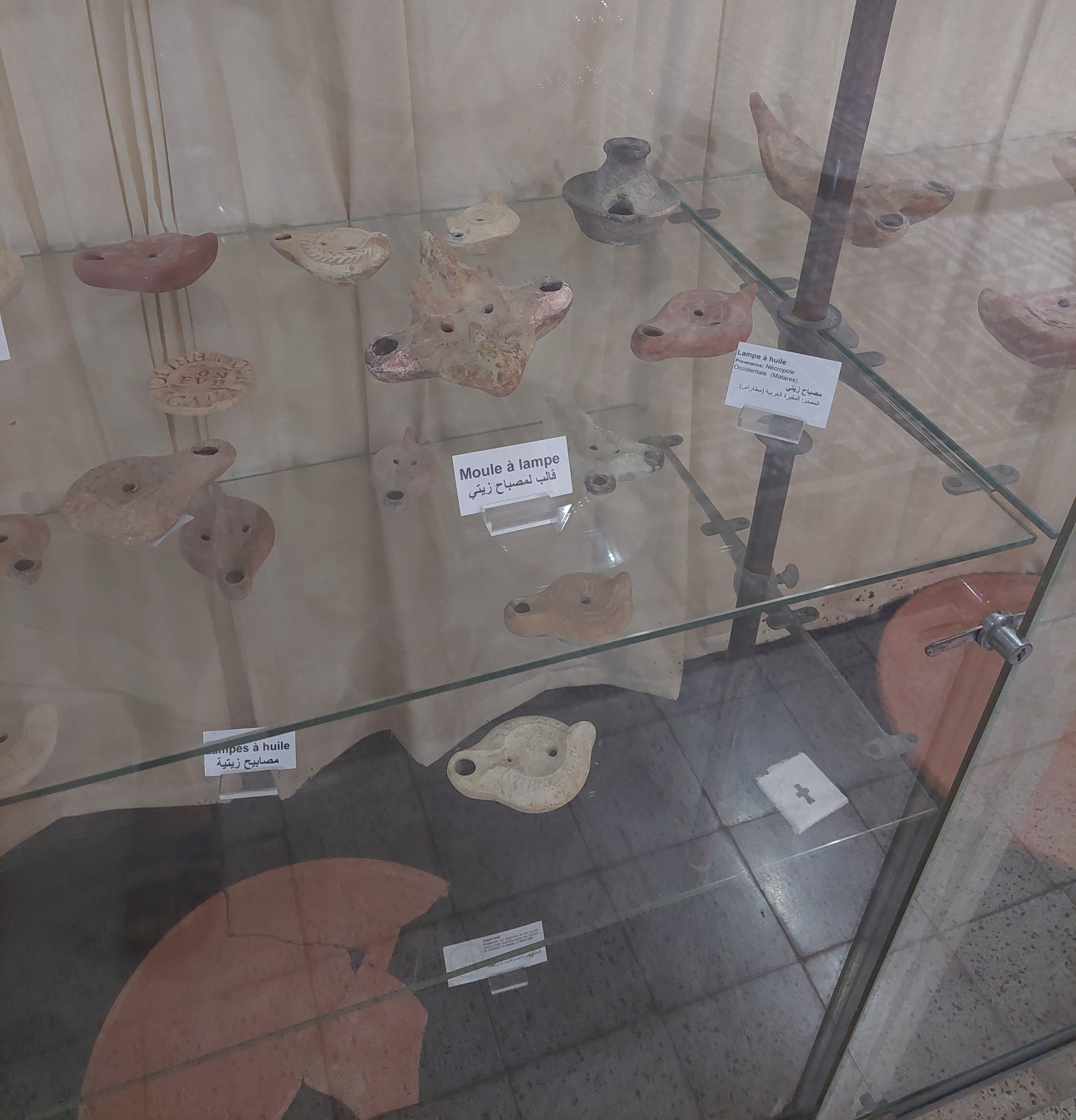
Lampes à huile
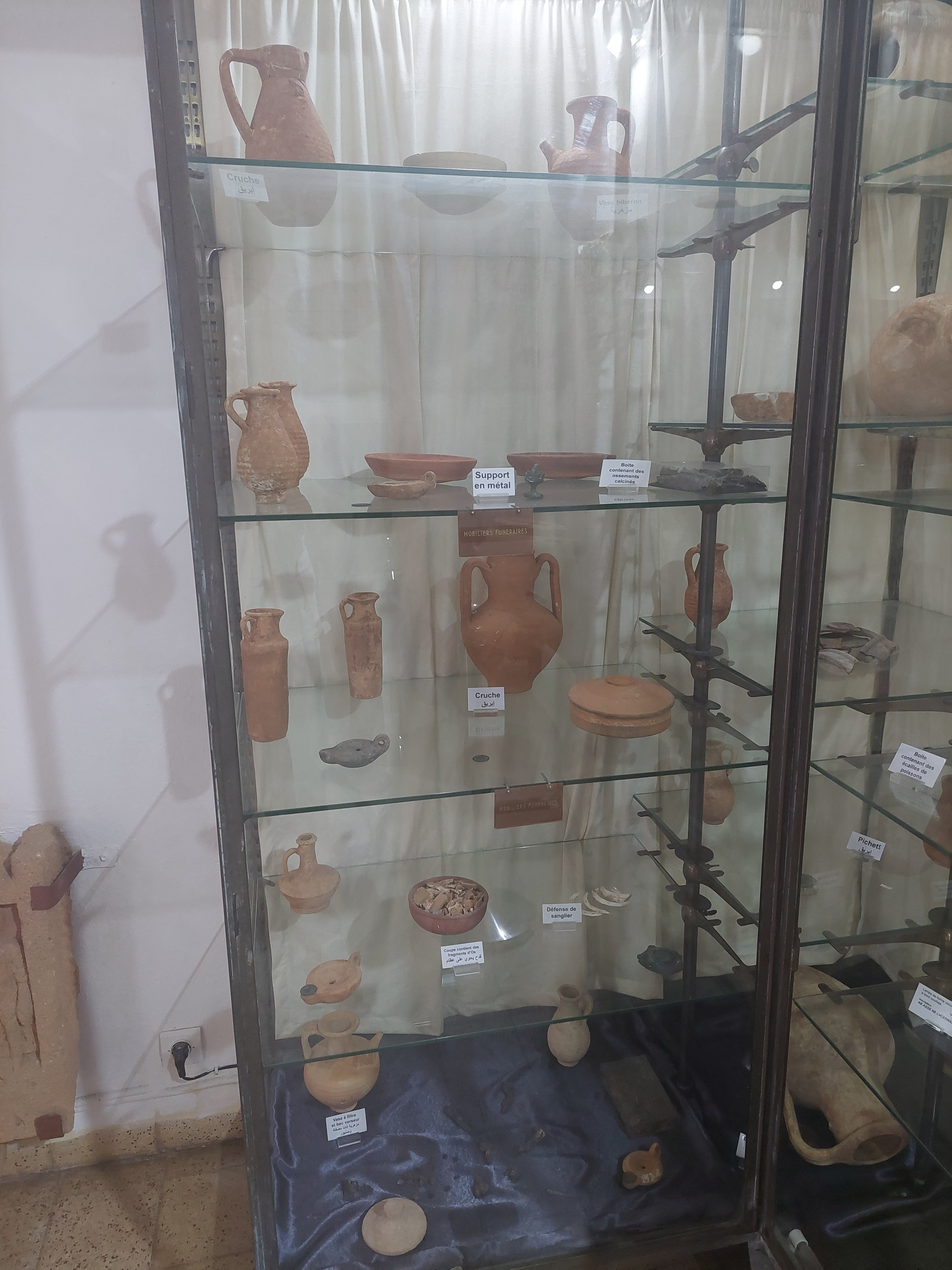
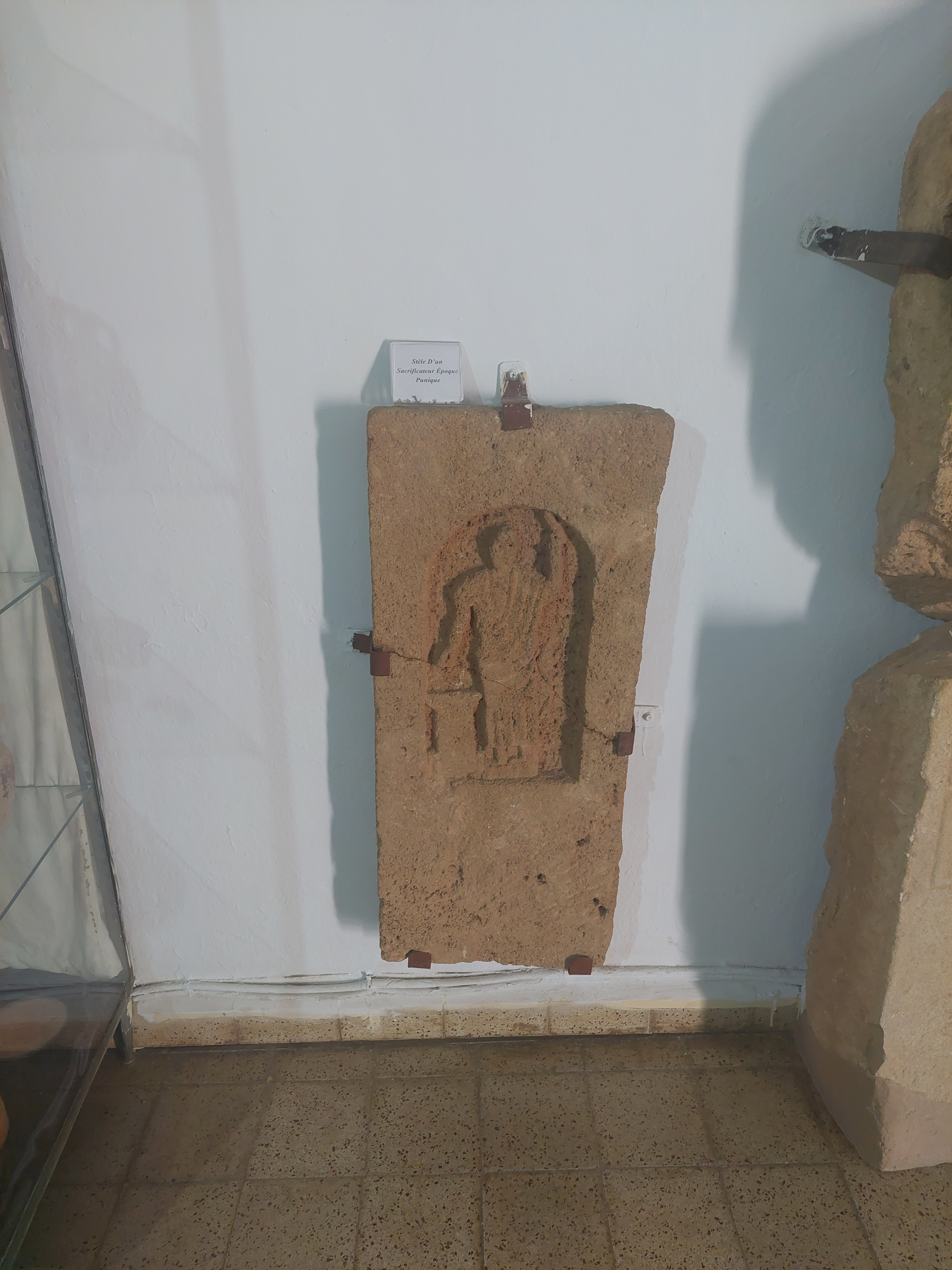
Stèle d'un sacrificateur
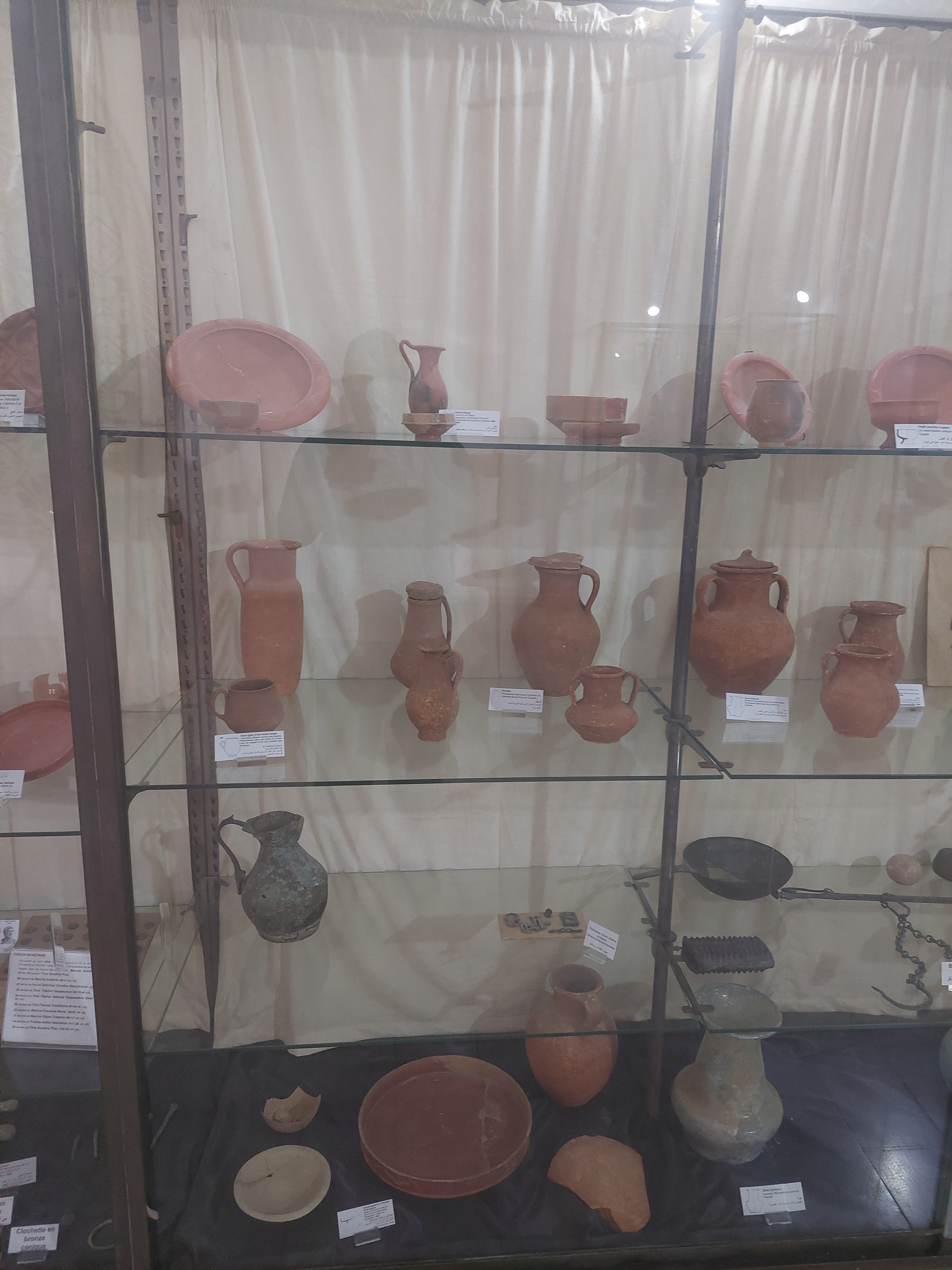
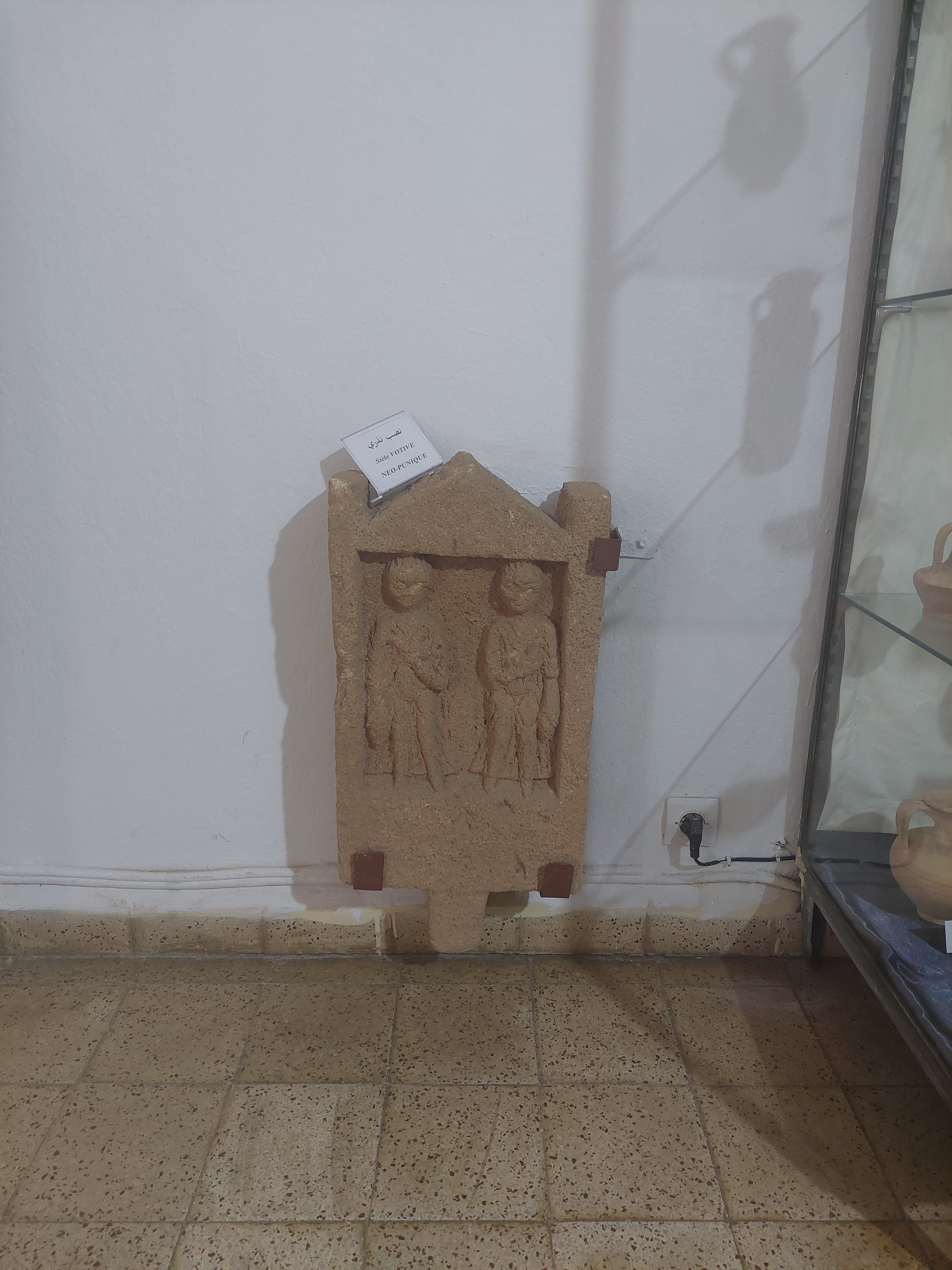
Stèle votive néo-punique
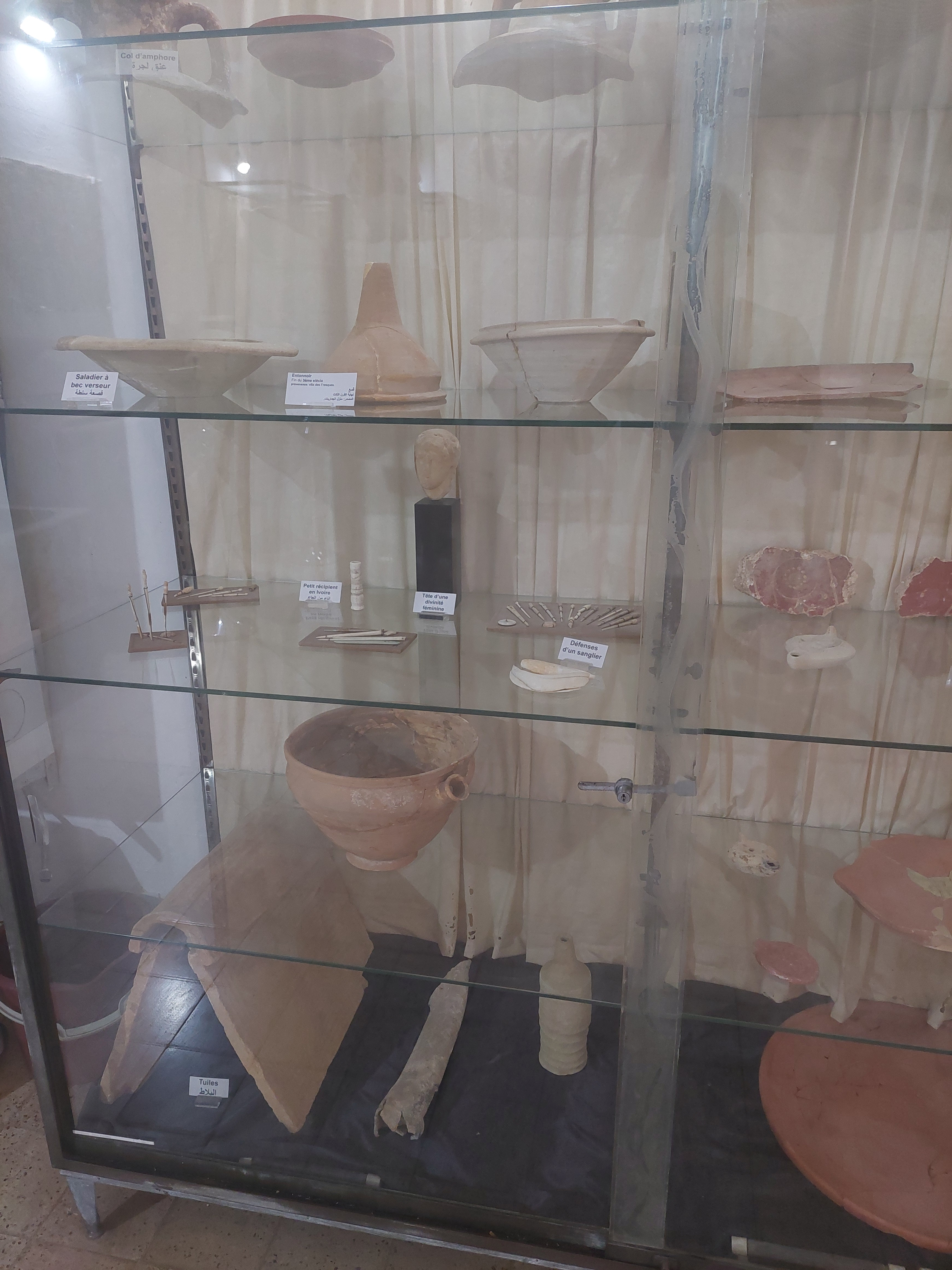
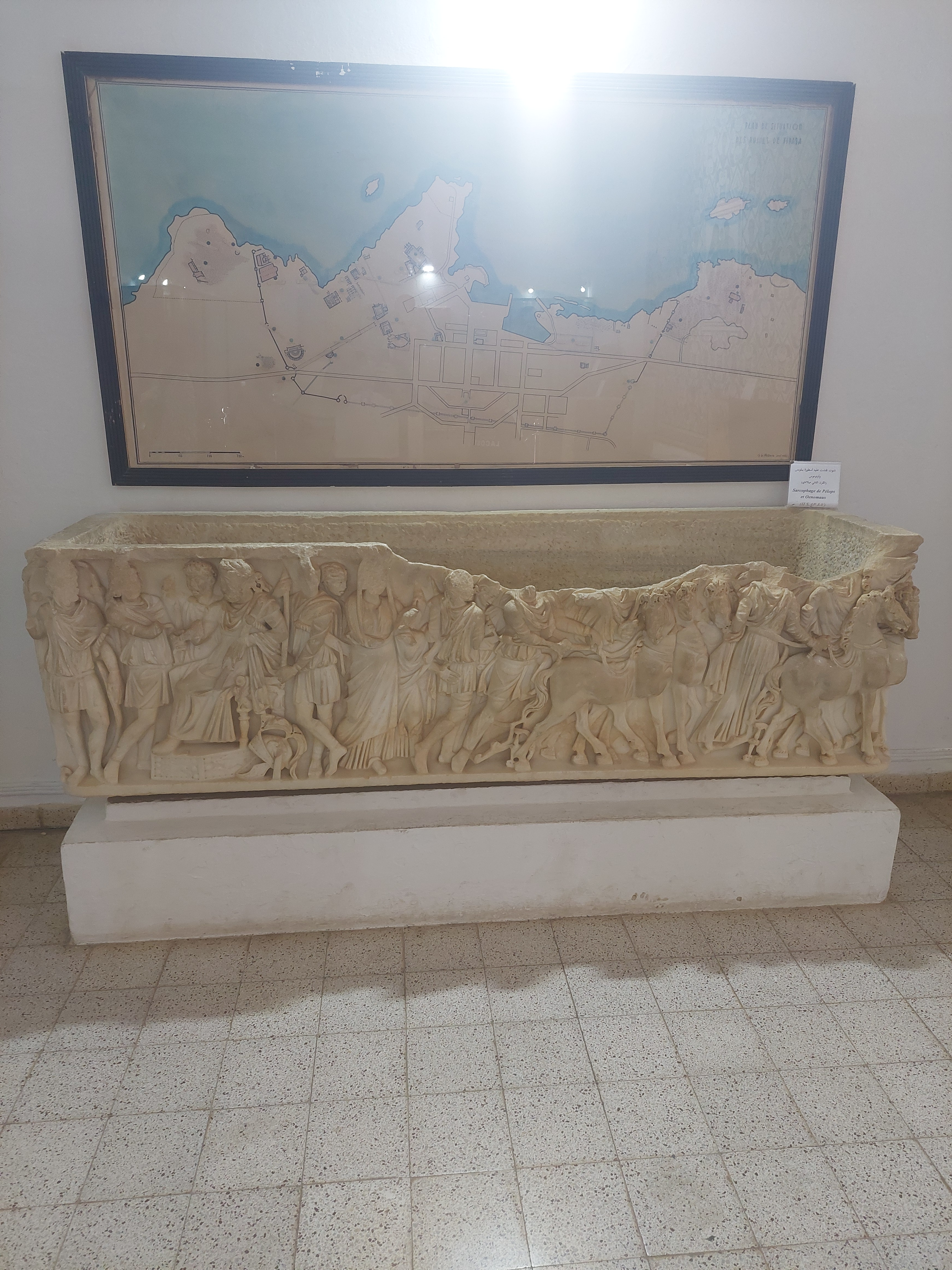
Sarcophage de Pélops et Œnomaos